# Dodona

Dodona in Epirus

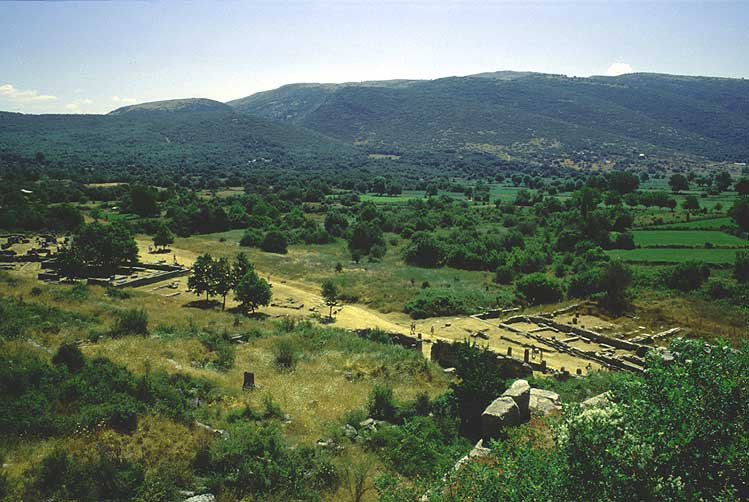
Blick auf die Ruinen der Tempelanlagen von Dodona

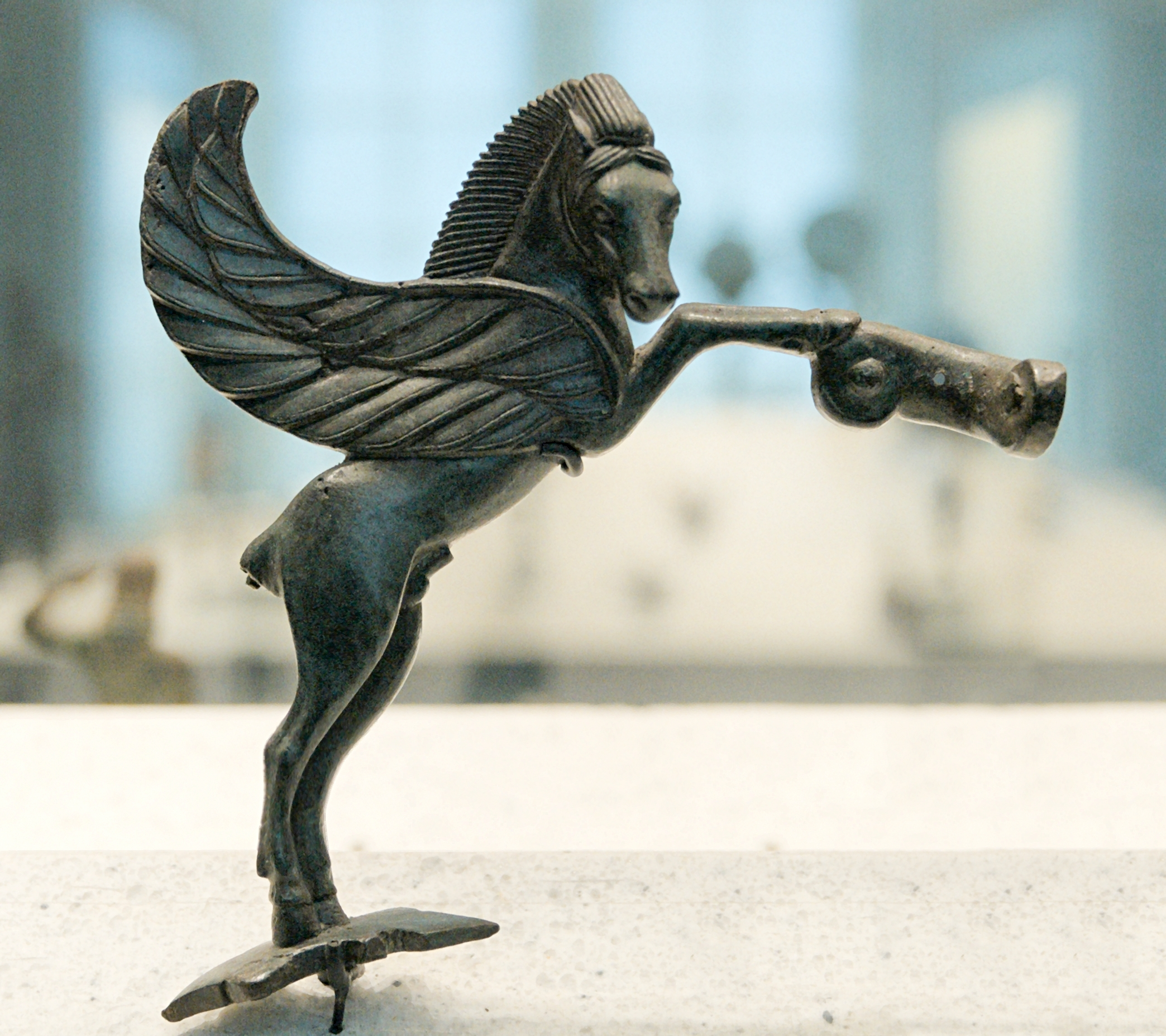
Geflügeltes Pferd, Votivgabe aus Dodona aus dem dritten Viertel des 6. Jahrhunderts v. Chr., jetzt im Louvre

Dodona (dorisch: Δωδώνα, Dōdṓnā; attisch und ionisch: Δωδώνη, Dōdṓnē) war ein antikes griechisches Heiligtum und Orakel. Es galt als ältestes Orakel Griechenlands und war nach Delphi das bedeutendste überregionale Orakel der griechischen Welt.
Der mit dem Orakel verbundene Zeuskult scheint sich aus einem älteren Kult entwickelt zu haben, von dem sich in späterer Zeit unerklärliche Riten der Priesterschaft erhalten hatten. So wurde aus dem Rauschen einer dem Zeus heiligen Eiche, der Eiche von Dodona, geweissagt. Zusätzlich wurde der Flug von Tauben gedeutet und später wurden mit Hilfe von Losen Anfragen beantwortet.
Die Geschichte des Ortes ist eng mit der Geschichte der Landschaft Epirus verbunden. Erste Spuren menschlicher Zivilisation finden sich aus der frühen Bronzezeit. Die Ureinwohner der Region sollen die Pelasger gewesen sein, die bei der ersten griechischen Einwanderungswelle von Thesprotern verdrängt worden sein sollen. Diese konnten Dodona bei späteren Einwanderungswellen verteidigen und verloren die Herrschaft möglicherweise erst zu Beginn des 4. Jahrhunderts v. Chr. an die Molosser. Durch diese lang währende Kontinuität konnten sich zunächst althergebrachte Riten erhalten. Der Ausbau Dodonas zu einem „modernen“ Heiligtum begann nach der Machtübernahme durch die Molosser. Zu dieser Zeit wurde der Ort religiöses und kulturelles Zentrum der Epiroten. Im Zuge der Auseinandersetzungen um die Vorherrschaft in Epirus wurde Dodona mehrfach zerstört, doch blieb der Kultplatz bis in die Spätantike bestehen.
Die heute zum Teil nur noch schlecht erhaltene und noch nicht komplett ausgegrabene archäologische Stätte besteht aus den Resten mehrerer Tempel und profaner Verwaltungsgebäude. Besonders gut erhalten ist das Theater, das eines der größten seiner Art im griechischen Mutterland war.

## Lage und Geschichte Dodonas

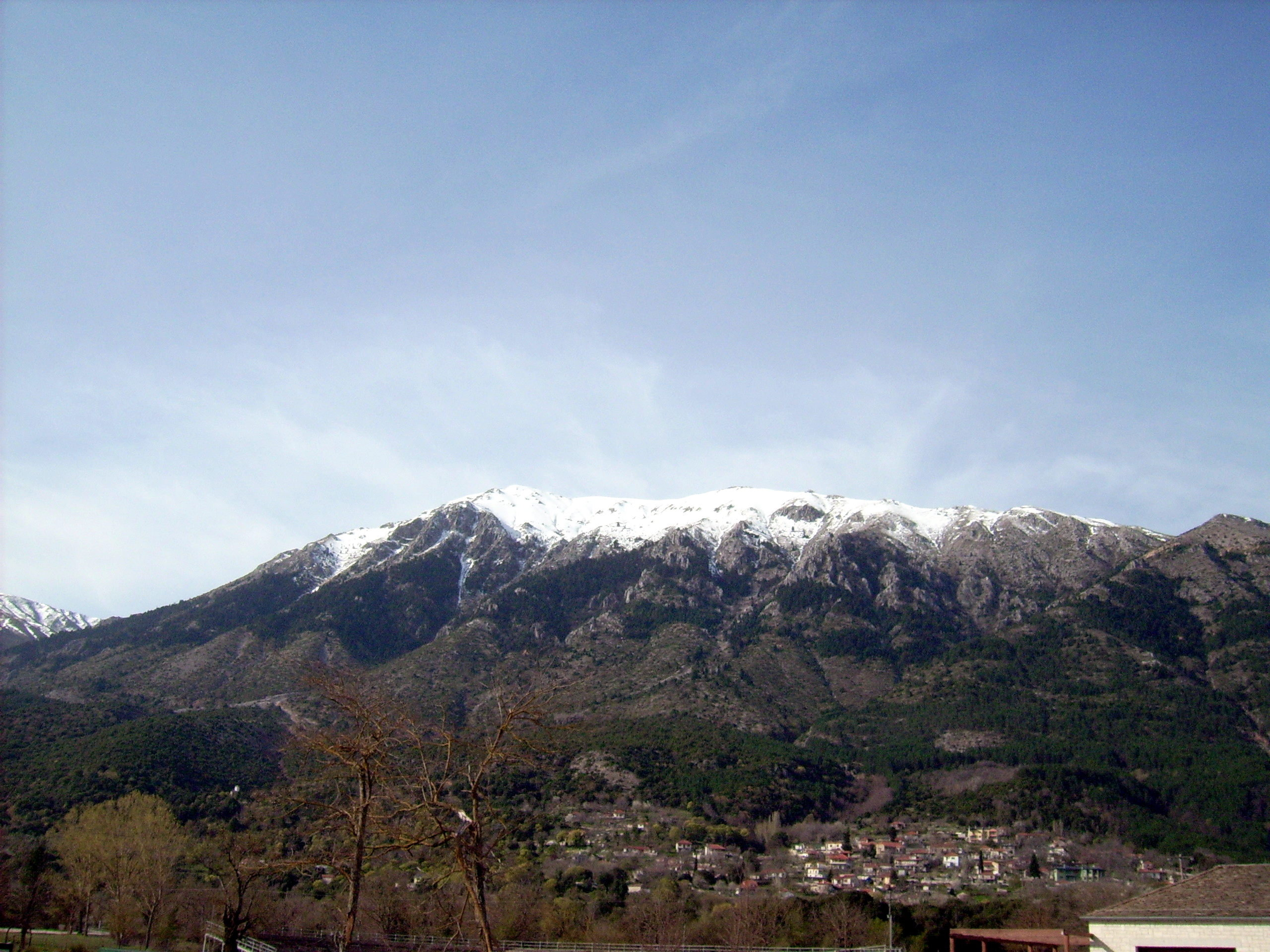
Blick auf das Tomaros-Gebirge

Dodona liegt in der griechischen Landschaft Epirus. Sein Eichenhain war neben den Orakelstätten in Delphi, Lebadeia, Abai und Oropos im griechischen Mutterland sowie Klaros, Didyma und Patara in Kleinasien und dem ägyptischen Orakel in der Oase Siwa eines der bedeutendsten Orakel der griechischen Welt. In seiner überregionalen Bedeutung stand es in historischer Zeit nur hinter Delphi zurück, beanspruchte jedoch für sich, das älteste und für lange Zeit einzige Orakel in Griechenland gewesen zu sein. Die antike Stätte liegt 15 Kilometer südwestlich des heutigen Ioannina in einem 12 Kilometer langen und bis zu 1.200 Meter breiten Tal im Osten der Kalkstein-Bergkette von Agios Nikolaos-Manoliasas und im Westen des Tomaros-Gebirges. Das Tal ist vor allem bei starken Regenfällen sumpfig, wozu auch viele Quellen im Tomaros beitragen. Drei Kilometer südlich von Dodona befindet sich die Quelle des Louros. Schon in der Antike wurde die Existenz eines zweiten Dodona in Thessalien diskutiert. Diese Überlegungen halten bis in die heutige Zeit an, doch gibt es bisher keine handfesten Beweise für dessen Vorhandensein.

### Vorgeschichte
In ganz Epirus sind bisher nur sieben Fundplätze bekannt, an denen Überreste aus der frühen und mittleren Bronzezeit gefunden wurden. Zu diesen gehört Dodona, was für eine frühe Bedeutung und für eine günstige Lage als Siedlungsplatz spricht. Die frühesten Funde werden in die Zeit um 2500 bis 2100 v. Chr. datiert. Es handelt sich dabei um Scherben handgefertigter, dickwandiger Keramik. Erste Bronzefunde – neun Messer – werden in den Zeitraum zwischen 2100/1900 und 1600 v. Chr. datiert. Aus der späten Bronzezeit wurden mykenische Keramikfragmente gefunden, die für Beziehungen zum mykenischen Kulturraum sprechen. Weitere Funde lassen Verbindungen nach Mitteleuropa und Kleinasien vermuten. Bei Ausgrabungen im Jahr 1967 wurden zudem architektonische Spuren gefunden. Damit ist Dodona einer von nur vier Orten in Epirus, in denen man sicher bronzezeitliche Architekturspuren nachweisen konnte. Es ist bis heute unklar, ob diese Reste aus der Zeit zwischen dem 13. und 10. Jahrhundert v. Chr. schon in Zusammenhang mit einem Kult standen. Vor allem die Funde von Äxten, die im Allgemeinen eine der wichtigsten Votivgaben dieser Zeit waren, und das Fehlen von Gräbern legen jedoch die Vermutung nahe, dass es sich hier um einen Kultplatz und nicht um eine Siedlung handelte.
Funde fehlen weitgehend für die Zeitspanne der sogenannten Dunklen Jahrhunderte und für die homerische Zeit. Die Kontakte zu weiter entfernten Regionen scheinen abgebrochen zu sein. In der wissenschaftlichen Diskussion stehen dafür drei Modelle, die die Verbindung zwischen Bronze- und Eisenzeit erklären sollen. Zum Ersten ist ein Neubeginn des Kultes im 8. Jahrhundert v. Chr. möglich. Zum Zweiten gab es vielleicht eine Kultkontinuität seit dem 2. Jahrtausend v. Chr. Dritte Möglichkeit ist eine kultische Anknüpfung an einen früheren Kult im 8. Jahrhundert v. Chr., an den sich Erinnerungen erhalten haben.

### Gründungsmythos und früheste Erwähnungen
Schon bei den Griechen stand Dodona in einem besonderen Ruf, wofür die mythologischen Begebenheiten um die Stadt sprechen. Die Pelasger, die zu den mythischen Ureinwohner Griechenlands gezählt wurden, sollen schon sehr lange in Dodona ihre namentlich nicht überlieferten Götter verehrt haben. Die Gründungssage beschreibt eine enge Beziehung zum Alten Ägypten. Laut einer Variante der Gründungssage, die Herodot im ägyptischen Theben hörte, entführten Phönizier zwei Priesterinnen aus Theben und verkauften eine von ihnen nach Libyen, wo sie in der Oase Siwa das Heiligtum des Zeus Ammon stiftete. Die andere verkauften sie nach Dodona, wo sie den Kult des Zeus begründet haben soll. In Dodona selbst wurde Herodot erzählt, dass aus Theben zwei schwarze Tauben entflogen seien, von denen eine in die Oase Siwa flog und ein Orakel des Zeus gestiftet habe, während die andere bis Dodona gekommen sei. Dort habe sie sich auf einer Eiche niedergelassen und die Bewohner mit menschlicher Stimme angewiesen, hier ein Zeus-Orakel zu errichten. Schon Herodot deutete die Tauben allegorisch als Priesterinnen. Die Verbindung zu Ägypten, das – wie seit Herodot bereits antike griechische Autoren mehrfach betonten – die weitaus ältere Hochkultur besaß, ist zumindest ein Hinweis auf das Alter, die Bedeutung und nicht zuletzt den Anspruch des Orakels als größter Konkurrent Delphis, im Ansehen als herausragendes Orakel in Griechenland zu gelten.
Die erste Nennung des Orakels in der Literatur ist jedoch noch weitaus älter als die Schrift Herodots. Schon in Homers Ilias, in der Dodona als einzige Orakelstätte Erwähnung findet, betet Achilleus:

„Zeus, pelasgischer, weitab wohnender, Herr von Dodona, / Wo der Winter so rauh. Dort lagern am Boden die Selloi, / Deine Seher, um dich mit nie gewaschenen Füßen. / Wie schon einmal das Wort du erhörtest meines Gebetes, / Ehrend mich, und mächtig schlugst du das Volk der Achäer; / Also gewähre auch jetzt mir wiederum dieses Verlangen: / Ich zwar bleibe noch hier am Sammelplatz der Schiffe, / Doch den Gefährten entsend ich mit Scharen der Myrmidonen, / Um zu kämpfen; gib Ruhm, O weithindonnernder Zeus, ihm, / Und ermutige ihm im Innern das Herz, daß auch Hektor / Es erfahre, ob auch allein er zu kämpfen verstehe, / Unser Gefolgsmann, oder ob die unnahbaren Hände / Dann nur wüten, wenn ich in Ares’ Gewühl mich begebe.“

Die Anrufung des Zeus von Dodona als „pelasgischer“ und die Erwähnung von barfüßigen Sehern sind singulär in der Überlieferung. Auch in der Odyssee spielte das Orakel eine Rolle. So soll Odysseus während seiner Irrfahrt das Orakel befragt haben:

„Noch sei er fort nach Dodona: aus hochbewipfelter / Eiche Spricht dort Zeus, der Gott, dessen Rat er zu hören verlange, / Wie er wohl Heimkehr finde ins liebe Land seiner Heimat, / Heimlich oder dass alle ihn sähen; denn lange sei er ferne.“

Weitere Bezüge zu Dodona im griechischen Mythos sind etwa die sprechende und weissagende Planke aus dodonischem Eichenholz, die in der Argo verbaut wurde, und der bei Sophokles überlieferte Tod des Herakles, der in Dodona geweissagt wurde.

### Dodona in historischer Zeit

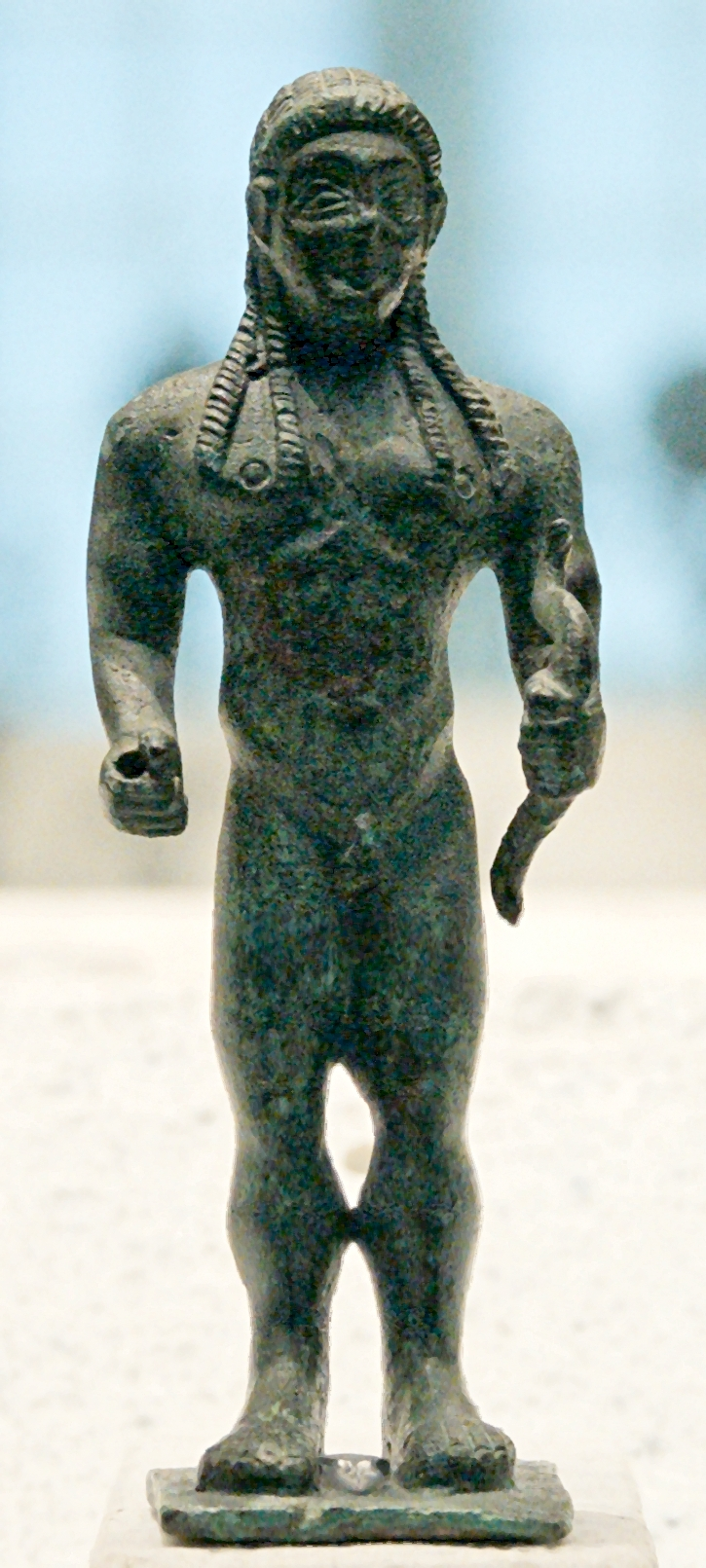
Ein nackter Jüngling, möglicherweise Apollon, korinthische Votivfigur mit Inschrift im korinthisch-griechischen Alphabet, gestiftet von einem Mann namens Etymokledas, um 540/30 v. Chr.

Wahrscheinlich kamen zu Beginn des 2. Jahrtausends v. Chr. in der ersten Einwanderungswelle griechischer Stämme die Thesproter nach Epirus. Während der großen Wanderung um 1200 v. Chr. wanderten die Molosser ein, doch blieb Dodona offenbar noch bis ins 5. Jahrhundert v. Chr. thesprotisch. Während der sogenannten Dunklen Jahrhunderte scheint es keinen Kontakt über Epirus hinaus gegeben zu haben. Endgültige Aussagen kann man dazu jedoch nicht treffen, da diese Zeit archäologisch bisher kaum untersucht wurde. Allerdings zeugen die Weihgeschenke davon, dass das Orakel vor allem von regionaler Bedeutung war. Erst im späten 8. Jahrhundert v. Chr. scheint es einen verstärkten Kontakt nach Südgriechenland gegeben zu haben. Durch die lange und kontinuierliche Herrschaft der Thesproter in Dodona konnten sich hier alte Bräuche lange erhalten, zudem kam es erst spät zur Übernahme von Neuerungen wie befestigten Bauten.
Erst gegen Ende des 5. oder zu Anfang des 4. Jahrhunderts v. Chr. kam die Stadt unter die Herrschaft der Molosser. Um die Mitte des 4. Jahrhunderts v. Chr. übernahmen die Makedonen unter Philipp II. die Kontrolle über Epirus und damit über Dodona. Vor allem Philipps Frau Olympias soll eine enge Beziehung zum Dodonäischen Orakel gepflegt haben. Nur kurz darauf kam Epirus unter die Kontrolle des makedonenfreundlichen Alexander I., eines Molossers. Höhepunkt dieser Molosserzeit war die Regentschaft von König Pyrrhos aus der Dynastie der Aiakiden, der wie die zeitgleichen hellenistischen Herrscher seine Macht durch ein intensives Bau- und Kultprogramm zu festigen versuchte. Davon profitierte Dodona, wo er eine rege Bautätigkeit einsetzte. Fast alle Bauten von Bedeutung gehen auf seine Initiative zurück. Hinzu kamen wertvolle Weihgeschenke an die heilige Stätte. Dies festigte Dodonas Stellung als kulturelles und politisches Zentrum von Epirus.
Nach dem Sturz der herrschenden Aiakiden 232 v. Chr. wurde Epirus demokratisch regiert. 224/23 v. Chr. schlossen sich die Epiroten den Makedonen an, was zu Konflikten mit deren Gegnern führte. Besonders betroffen war davon auch Dodona, das 219 v. Chr. von den Aitolern unter der Führung ihres Feldherrn Dorimachos verwüstet wurde – dabei wurde die Säulenhalle in Brand gesetzt, viele Weihgeschenke vernichtet und auch das heilige Haus zerstört. Ein Jahr später rächte Philipp V. die Zerstörung des Ortes, indem er bei einem Feldzug Thermos zerstörte und die Beute zum Wiederaufbau des Heiligtums verwendete. Während der weiteren Auseinandersetzungen zwischen Makedonen, Aitolern und Römern versuchte sich Epirus neutral zu verhalten. Die römische Aufforderung, sie zu unterstützen, führte zum Bruch des Epirischen Bundes. Während die Molosser die Makedonen unterstützen, hielten die Thesproter und die Chaonier zu den Römern. Nachdem die Römer 168 v. Chr. endgültig über die Makedonen gesiegt und deren Verbündete bestraft hatten, wurde Dodona in Mitleidenschaft gezogen. Da als Folge der Auseinandersetzungen die Münzprägung in Epirus aussetzte, begann Dodona mit der Prägung eigener Münzen, um einen Engpass in der Münzversorgung der Pilgerscharen auszugleichen, doch wurden Münzen nur in einem Zeitraum von 20 Jahren bis ins Jahr 148 v. Chr. In diesem Jahr wurde Epirus Teil der römischen Provinz Macedonia.
Während des Ersten Mithridatischen Krieges wurde der Ort 86 v. Chr. erneut – diesmal von den Thrakern – zerstört. Strabon berichtet um die Zeitenwende, dass das Heiligtum zu der Zeit fast gänzlich verschwunden war. Dennoch bestand das Orakel als solches weiter fort. So besuchte Hadrian die Stätte im Jahr 132 n. Chr., und Kaiser Julian befragte das Orakel noch im Jahr 362. Der christliche Kaiser Theodosius I. verbot jedoch im späten 4. Jahrhundert alle heidnischen Religionen, und in Dodona wurde die heilige Eiche 391 oder 392 gefällt. Die antike Orakelstätte wurde von den Christen für immer zerstört.
Auch die neue Religion des Christentums erkannte die kultische Bedeutung dieses seit mehr als 1.000 Jahren bestehenden Kultortes – Dodona wurde Bischofssitz. Unklar ist, wann Dodona diese Stellung einbüßte und der Bischof nach Ioannina übersiedelte, dessen Aufenthalt dort seit spätestens 879 belegt ist. Anzunehmen ist jedoch, dass der Ort schon um 550 im Zuge der Slawenwanderung zerstört und aufgegeben wurde. Damit endete die Geschichte des Ortes. Die heutige Gemeinde Dodoni befindet sich in der Nähe des Heiligtums und hat 1.790 Einwohner (2001).

## Orakelwesen und Götterverehrung

Votivtafel mit Inschrift aus Dodona: Ein Mann namens Agathon, Sohn des Echephylos, weihte diese Tafel in seinem und dem Namen seiner Familie dem Zeus; letztes Drittel 4. Jh. v. Chr.

Nicht vollständig gesichert ist die Form der Weissagung im Heiligtum von Dodona und die Entwicklung des Orakelwesens. Vor allem in literarischen Quellen wird von der Interpretation des Rauschens der heiligen Eiche und des Fluges der heiligen Tauben berichtet. Diese Techniken verweisen alle in den Himmel, den Wirkungsbereich des Orakelinhabers Zeus. Dem stehen die Funde mehrerer tausend Orakeltäfelchen gegenüber, die in das 5. Jahrhundert v. Chr. und danach datiert werden. Ein Großteil dieser Tafeln sind noch unbearbeitet und unveröffentlicht – die bisher erkannte Formelhaftigkeit der Texte legt nahe, dass die Antworten durch ein Losverfahren gegeben wurden. Auch diese Orakeltechnik ist für Dodona in literarischen Quellen belegt.
Die lange Tradition der Stätte wird selbst für spätere Griechen in den schwer erklärbaren archaischen Riten erkennbar. Männliche Priester, die schon bei Homer als σέλλοι selloi (auch ἕλλοι helloi) bekannt waren, wuschen sich beispielsweise nie die Füße und schliefen auf dem Boden, was vor allem in den kühlen Wintermonaten als außergewöhnlich angesehen werden muss. Sie waren für die eher einfachen Aufgaben zuständig und führten ein geregeltes Leben. Offenbar waren einzelne Selloi auf bestimmte Tätigkeiten spezialisiert. Flavius Philostratos beschreibt den Kultplatz in seinem Werk: Von der heiligen Eiche hängen Bänder, der ganze Ort liegt unter Opferrauch. Zu den Selloi schreibt er:

„[Sie] leben eigentlich von der Hand in den Mund und führen noch kein kultiviertes Leben, sondern sagen, sie würden es nicht einmal so einrichten; denn Zeus habe Freude an ihnen, weil sie mit dem zufrieden seien, was der Ort von selber biete. Sie sind nämlich Priester und der eine hat die Kränze aufzuhängen, der andere Gebete zu verrichten, dem dritten obliegt es, sich um die Opferkuchen zu kümmern, der hier sorgt für Gerstenkörner und Opferkörbe, dieser opfert etwas, und dieser endlich wird es keinem anderen gestatten, das Opfertier zu häuten.“

Die Selloi waren offenbar zunächst für die Interpretation des Eichenrauschens sowie des Fluges und des Gurrens der Tauben zuständig, wobei vor allem die Grundlagen für die Interpretation des Rauschens der Eiche heute kaum mehr nachvollzogen werden können und schon den antiken Zeitgenossen Rätsel aufgaben.
Im Laufe der Zeit, wenn auch relativ spät, bekam Zeus in seinem Heiligtum eine Gefährtin. Nicht etwa seine später kanonische Gemahlin Hera, sondern seine erste Frau Dione wurde orakelgebende Partnerin – war sie doch die Göttin der Weisheit, die sich Zeus einverleibt hatte. Damit hielten drei ältere Priesterinnen Einzug, die angeblich in einem Rauschzustand vor allem für die Interpretation des Taubenflugs zuständig waren. Sie waren nicht an die alten Riten der Selloi gebunden und verkörperten eher modernere Traditionen. Philostratos beschreibt sie folgendermaßen:

„Hier die dodonaeischen Priesterinnen in ernstem und feierlichem Aufzug; sie scheinen nämlich nach Rauch- und Trankopfern zu duften.“

Es gibt Meinungen in der Forschung, nach der der Dione-Kult sogar der ältere der dodonischen Kulte war. Sollte dies zutreffen, muss man jedoch von einer zeitweiligen Unterbrechung dieses Kultes ausgehen, da lange Zeit ein Kult neben dem des Zeus nicht nachweisbar ist. Die Selloi gelten als Repräsentanten einer vorzivilisatorischen Zeit. Die Priesterinnen hingegen verkörpern eine höhere Stufe der Zivilisation. Dazu passt auch die Ausübung der einfacheren Tätigkeiten durch die Priester, während die Priesterinnen komplexere Aufgaben, etwa beim Losorakel, bewerkstelligten.

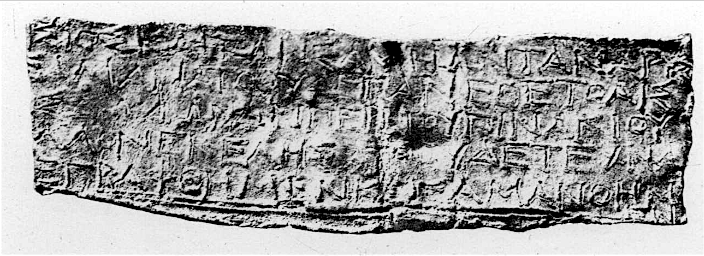
Orakeltäfelchen, nach K. Karapanos: Dodone et ses ruines. Paris 1878, Taf. 60, 1

Das Losorakel scheint die beiden älteren Techniken seit dem 5. vorchristlichen Jahrhundert, spätestens aber bis zum 4. vorchristlichen Jahrhundert zunehmend verdrängt zu haben. Unter Aufsicht der Priesterinnen wurden auf Orakelanfragen kleine Lose in Form von Bleitäfelchen aus einem Topf gezogen, auf dem die Antworten des Orakels standen. Damit entwickelte sich Dodona von einem Zeichenorakel, bei dem der göttliche Wille interpretiert wurde, zu einem Wortorakel, bei dem nach modernem Verständnis Antworten zufällig gegeben wurden. Die Bedeutung des Orakels in der griechischen Welt spiegelt sich in den vielen gefundenen Votiven wider, die aus weiten Teilen der griechischen Welt – neben dem griechischen Mutterland vor allem aus Süditalien, aber auch aus Kleinasien – stammten. Nach einem Seesieg über die Spartaner stiftete beispielsweise die Stadt Athen ein Bronzebändchen mit einer Inschrift, das möglicherweise an einer wertvolleren Gabe befestigt war oder in die heilige Eiche gehängt wurde. Die Entwicklung zum Losorakel ging wohl sogar mit einer Verdrängung der männlichen Priester und ihrer vorgriechischen Riten durch die weiblichen Priesterschaft einher. Nicht selten widersprechen sich die literarischen Mitteilungen und die archäologischen Funde. So ist die durch schriftliche Quellen belegte Ekstase der Priesterinnen bei der Orakelverkündung schwerlich mit der praktisch belegten Orakelverkündung durch Lose vereinbar.
Nur in Dodona wurde Zeus Naios verehrt. Der Beiname Νάϊος Náios leitet sich offenbar von νάειν náein, deutsch ‚schwimmen‘ bzw. ‚fließen‘ ab. Demnach ist der dodonische Zeus der zum Wasser gehörige Zeus. Die Gleichsetzung mit einem vorzeitlichen bei Dodona verehrten Quell- und Wassergott ist allerdings zweifelhaft; eine heilige Quelle bei Dodona wird erstmals von Plinius dem Älteren erwähnt. Wahrscheinlicher erscheint eine Verbindung zu Zeus als Wettergott. So ist er als Regengottheit zu verstehen, war die Gegend um Dodona doch von blühender Landwirtschaft geprägt, die schon Hesiod und Pindar hervorheben. Zu seinen Ehren wurden wohl seit dem 3. Jahrhundert v. Chr. alle vier Jahre Festspiele in Dodona, die so genannten Naia, veranstaltet, deren Hochzeit bis ins 3. Jahrhundert n. Chr. ging. Zu diesen Festen gehörten wohl neben musischen Agonen auch Regenzauber. Im Laufe der Zeit entwickelte sich die Veranstaltung zu einem überregionalen Fest mit Gästen auch aus anderen Teilen Griechenlands. Nach der Errichtung des Stadions wurden neben dramatischen Agonen auch sportliche, darunter auch Pferdewettkämpfe abgehalten.

## Archäologischer Befund

1: Akropolis; 2: Theater; 3: Stadion; 4: Bouleuterion; 5: Haus der Priester; 6 und 7: Prytaneion und Erweiterung; 8: Tempel der Aphrodite; 9: Römisches Gebäude; 10: Tempel der Themis; 11: „Heiliges Haus“ (Ἱερά Οἰκία); 12 und 13: Neuer und alter Tempel der Dione; 14 und 15: Tempel und Altar des Herakles; 16: Christliche Basilika; 17: Westmauern; 18 und 19: Neues und altes Westtor

Erstmals wurde um 400 v. Chr. bei der Eiche ein kleines Bauwerk errichtet. In der zweiten Hälfte des 4. Jahrhunderts v. Chr. wurde der Bereich der Eiche und des Hauses durch eine Mauer eingefasst. Bis zum Ende des 3. Jahrhunderts v. Chr. war ein kleines Temenos mit hohen Mauern und Säulenhallen an drei Innenseiten entstanden. Das heilige Haus war zu einem kleinen Tempel mit Cella und Vorhalle erweitert, der Eingangsbereich mit einem Propylon ausgestattet worden. Östlich des Eichenhains erhielt Dione einen kleinen Tempel, später auch Herakles. Westlich der Eiche entstanden kleine Tempel für Themis und Aphrodite. Während der Regentschaft des Pyrrhos wurde der Bau eines Bouleuterions, eines Stadions und ein Theaters begonnen und nach dem Tod des Regenten vollendet. Auf der Akropolis wurden eine Mauer und ein Turm errichtet, hier entstand ein Rückzugsort für unruhige Zeiten. Die Sakralarchitektur stand in der Tradition hellenistischer Architektur. Im Laufe der Zeit näherte sich die architektonische Ausstattung immer mehr denen anderer Kultplätze an, die schon früher mit Tempeln geschmückt worden waren. In Dodona wurden allerdings vergleichsweise fortschrittliche Bauformen verwendet, wodurch Dodona moderner als vergleichbare Heiligtümer wirkte.
Problematisch für die Erforschung, vor allem für die Deutung vieler Bauten, ist zum einen der sehr schlechte Erhaltungszustand vieler Gebäude, zum anderen die sehr schlechte Publikationslage für nahezu alle Gebäude. Über die meisten Grabungskampagnen gibt es kaum mehr als vorläufige Grabungsberichte, Abschlussberichte fehlen bislang völlig. Viele Annahmen in der Forschung beruhen bislang auf den Vermutungen der Ausgräber, die jedoch nicht selten diskussionswürdig sind.
Die Baugeschichte des Heiligtums wird in drei Phasen unterteilt. Die erste Phase dauert von den ersten Bauten in klassischer Zeit (um 400 v. Chr.) bis zur Zerstörung durch die Römer 219 v. Chr. Innerhalb dieser Phase sind die Datierungen nicht immer gesichert. Die sich anschließende zweite Phase endet 168 v. Chr. Alle weiteren Neu- und Umbauten stammen aus der dritten Bauphase in römischer und frühchristlicher Zeit.

### Sakralbauten
Die in Dodona am frühesten belegte Sakralarchitektur stammt aus vergleichsweise später Zeit. Während bei anderen Orakeln und Heiligtümern schon seit der Epoche des geometrischen Stils (ca. 900 – 700/675 v. Chr.), verstärkt aber etwa ab 600 v. Chr., Holz- und Lehmbauten in Steingebäude umgebaut oder neue errichtet wurden, setzte diese Entwicklung in Dodona erst sehr spät ein. Dies ist verwunderlich, da man davon ausgehen kann, dass Dodona einer der ältesten bedeutenden Kultorte Griechenlands war. Möglicherweise hängt dieser Umstand mit der besonderen Verehrung des Zeus zusammen. Auch andernorts, etwa in Olympia, wurde der Göttervater noch im Freien an einem Altar verehrt, als andere Götter, etwa seine Gemahlin Hera, schon einen teilweise aus Stein errichteten Tempel besaßen.
Der Bau erster Kultgebäude aus Stein scheint mit der historischen Entwicklung einhergegangen zu sein. Die eher archaischen Formen der Götterverehrung wandelten sich in dieser Zeit auch durch den Einfluss der kulturellen Entwicklung in Epirus. Eine Rückständigkeit des Kultes und des Kultplatzes lässt sich daraus offenbar nicht ableiten; man benötigte in den 200 Jahren zuvor keine Gebäude. Die Verehrung des Gottes in Form der Eiche schien den Ansprüchen ungewöhnlich lange zu genügen.
Abweichend von gängigen Gepflogenheiten orientiert sich die gesamte Anlage nicht nach Osten, sondern nach Südosten, was durch landschaftliche Gegebenheiten bedingt gewesen sein mag.

#### Zeustempel

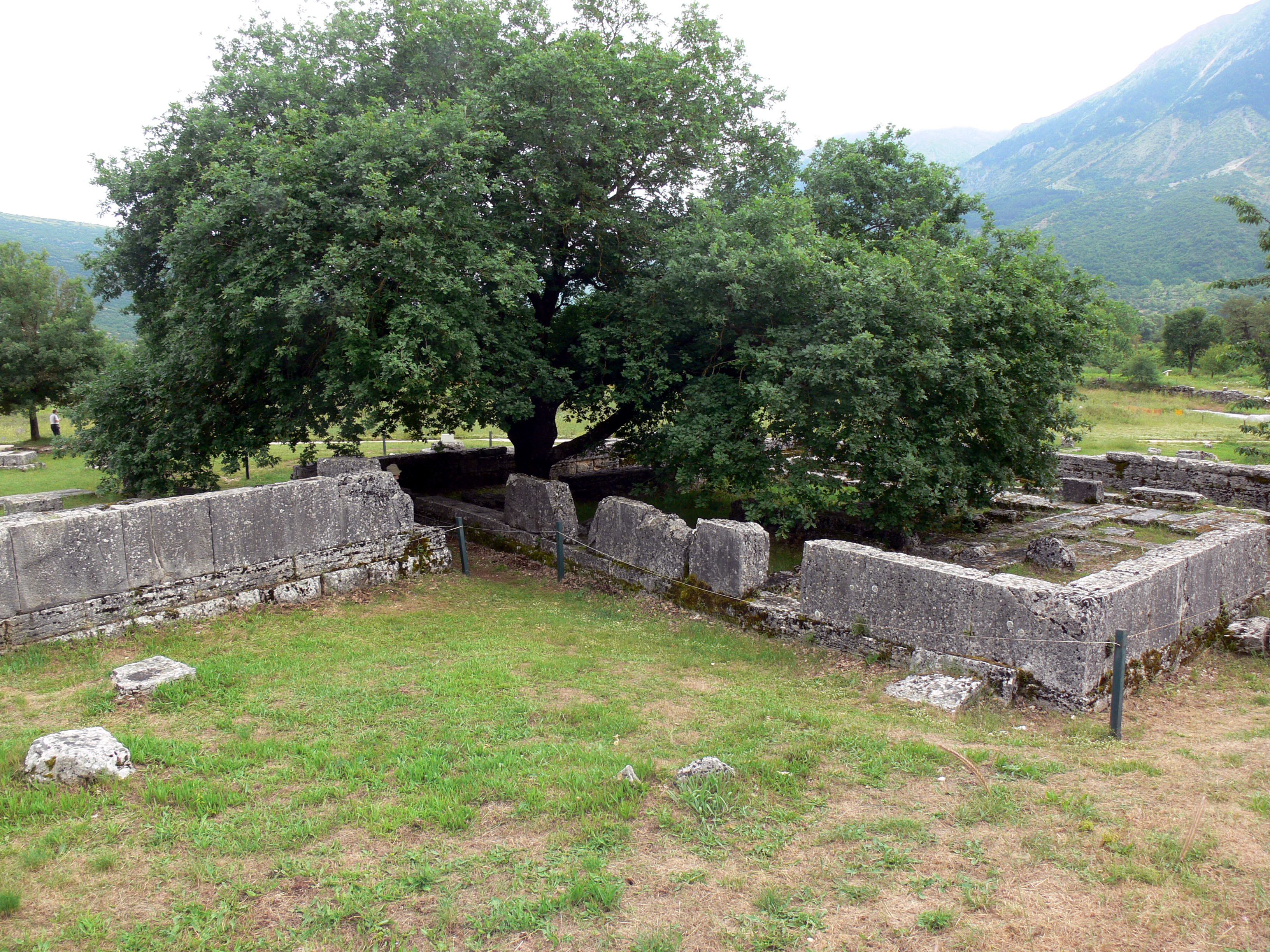
Blick auf die Reste der Umfassungsmauer des Zeustempels mit einer wohl in den 1980er Jahren gepflanzten Eiche, Sommer 2007

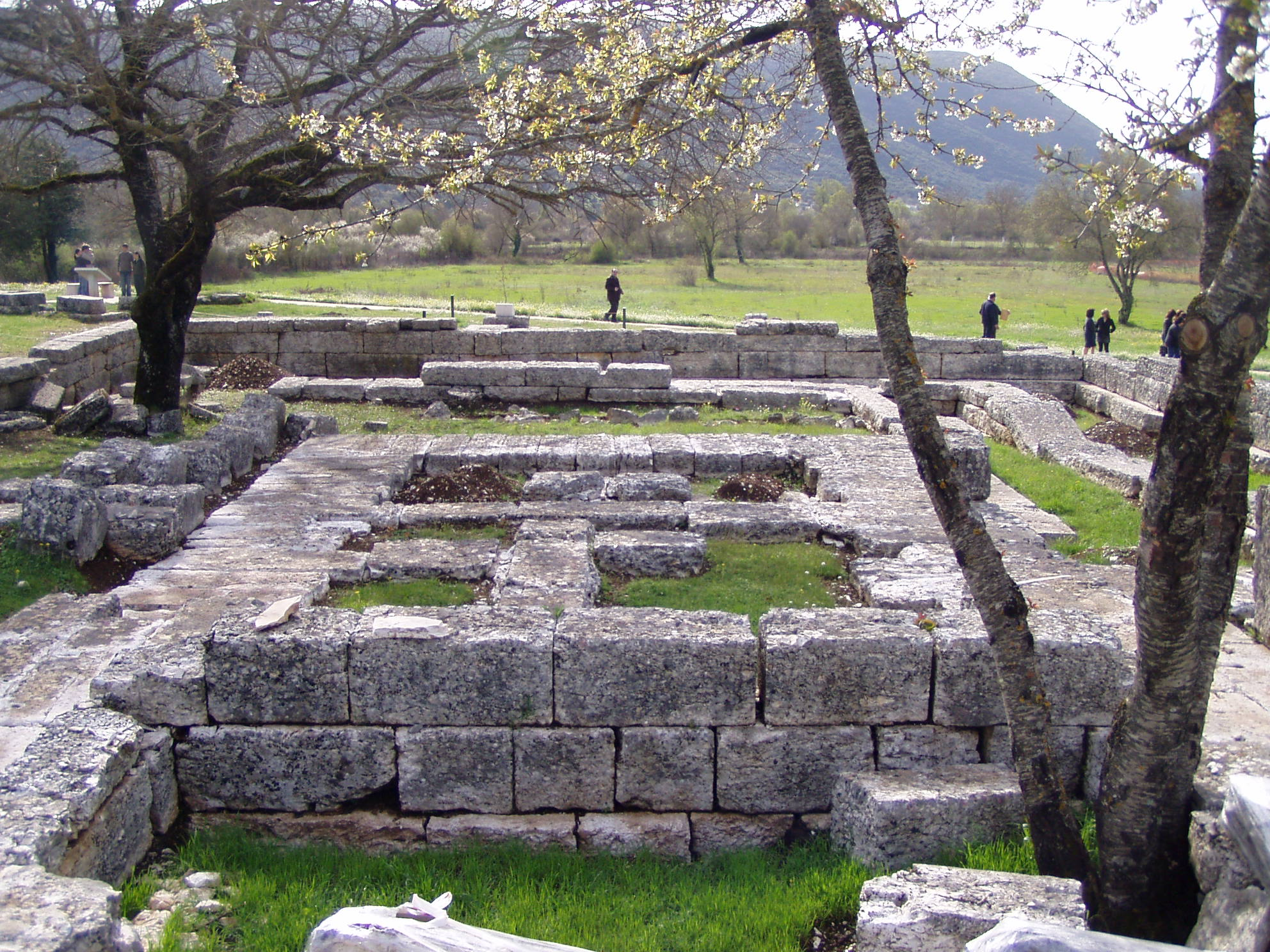
Blick von der Rückseite des Tempelbaus auf die Grundmauern des Tempels und die seitlich liegenden Reste der Umfassungsmauern, April 2008

Die Anlage des Zeusheiligtums befindet sich im Mittelpunkt der anderen Kultbauten und ist somit als Mittelpunkt Dodonas zu erkennen. Eichen aus dieser Zeit der Verehrung im Hain stehen nicht mehr. In die erste Ausbauphase des Heiligtums fallen drei der bislang erkannten Bauphasen des Zeusheiligtums. Der älteste Bau war ein Naïskos von 6,40 × 4,10 m. Heute existiert davon nur die unterste Schicht des Fundaments aus rechteckigen Quadersteinen, von der die Ostseite noch gut zu erkennen ist. Da sich keine Reste des (hölzernen?) Architravs erhalten haben, ist es unklar, ob es ein Tempel ionischer oder dorischer Ordnung war. Auch eine Kultbildbank wurde nicht gefunden. Der in die Zeit zwischen dem Ende des 5. und ersten Viertel des 4. Jahrhunderts v. Chr. datierte Bau sollte nicht der Wohnort des Gottes sein, sondern diente allein zur Aufnahme der Weihgeschenke.
Die zweite Bauphase ist durch eine Erweiterung der Anlage gekennzeichnet. Hierbei wurde der Naïskos selbst nicht erweitert, sondern vielmehr mit Mauern ein großer viereckiger Bereich eingefasst, der die Heilige Eiche und den Eingangsbereich des Naïskos umschloss. Im Süden befand sich der Eingang. Der Bereich hatte eine Nordost-Südwest-Ausdehnung von 13,72 Metern. Die Umfassungsmauern wurden aus Kalksteinquadern errichtet, die Höhe variiert von 1,08 Metern an der nordöstlichen bis zu 1,50 m an der südwestlichen Seite des Eingangs. Der Höhenunterschied ist dem nach Westen hin abfallenden Gelände geschuldet. Deshalb schließt sich die Mauer im Westen fast direkt an den Eingangsbereich des Tempels an, dehnt sich aber nach Osten viel weiter aus. Der auf die Eiche orientierte Eingang des Kultbereiches liegt nicht in einer Flucht mit dem Eingang des Tempels. Diese Erweiterung wird etwa in die Zeit zwischen 350 und 330 v. Chr. datiert.
In der dritten Bauphase wurde die schlichte Temenosmauer durch einen größeren, 19,20 × 20,80 m umschließenden Peribolos ersetzt. Drei Innenseiten des Peribolos erhielten Säulenhallen, nur die von der Eiche eingenommene Nordostseite erhielt keinen Säulengang. Der Naïskos blieb gegenüber der ersten Phase unverändert. Die Rückseite des Tempels bildete nun allerdings einen Teil der Umfassungsmauer. Durch diese Verschiebung der Nordmauer wurde das Zeusheiligtum vergrößert. Die Süd- und Westseite wurden neu errichtet, die Ostseite wurde hingegen auf dem Fundament der alten Mauer aufgebaut. Etwas östlich der Südseite befand sich ein fünf Meter breiter Eingangsbereich. Die Säulen der Innenhalle waren aus dunklem Sandstein in ionischer Ordnung gefertigt. Diese dritte Bauphase wird am Übergang des vierten zum dritten Jahrhunderts v. Chr. angesetzt.
Die vierte Bauphase des Zeustempels stammt aus der zweiten Ausbauphase Dodonas. Eine konzeptionelle Neuordnung des Heiligtums fand nicht statt. Der Umfang der Anlage blieb bestehen. Der Eingang wurde durch ein prostyles, 4 × 2 Säulen umfassendes Propylon besonders hervorgehoben. Die Säulenhallen im Inneren blieben in alter Größe erhalten. Der Naïskos hingegen wurde durch einen größeren Prostylos mit 4 × 2 Säulen großer Vorhalle ersetzt. Der Bau aus großen rechteckigen Steinen misst 14,40 × 7,10 m. Der Bau ist in Pronaos (2,50 × 4,60 m), Cella (5,00 × 4,60 m) und Adyton dreigeteilt. Die Verbreiterung des Tempels ging zu Lasten der nordöstlichen Säulenhalle, die um eine Säulenstellung gekürzt wurde. Damit stand der neue Tempel in der Mitte der Nordseite. Als Folge lagen der breitere Tempel und der Eingangsbereich nun in einer Flucht. Die mit der Verbreiterung des Tempels einhergehende Verlängerung führte dazu, dass er im Norden um vier Meter über die Umfassungsmauer hinausragte. Der Neubau nach den Zerstörungen von 219 v. Chr. wird ins Ende des 3. Jahrhunderts v. Chr., wahrscheinlich in die Zeit zwischen 219 und 210 v. Chr. datiert.
Der Anlage waren im Süden neun Sockelbasen aus verschiedenen architektonischen Perioden vorgelagert. Sie waren zur Aufstellung von Weihgeschenken gedacht.

Erste Bauphase des Zeustempels
Zweite Bauphase des Zeustempels
Dritte Bauphase des Zeustempels
Vierte Bauphase des Zeustempels

#### Dionetempel
Der Dionetempel wurde 1958 freigelegt. Es ist nur noch der Unterbau aus Kalkstein erhalten. Der Grundriss des Prostylos – 9,82 m in der Nord-Süd- und 9,35 m in der Ost-West-Ausdehnung – ist fast quadratisch. Eine quer verlaufende Mauer unterteilt den kleinen Tempel in zwei Bereiche, den vorgelagerten Pronaos und die eigentliche Cella. Sie waren durch eine sich nach innen öffnende Tür verbunden. Es wurden nur wenige Reste der architektonischen Bauglieder gefunden. Bei den erhaltenen Säulenresten aus Sandstein handelt es sich um Säulen der ionischen Ordnung. Eine gefundene Lehmschicht wurde als Rest einer Lehmziegelmauer interpretiert, die offenbar zur Kostenersparnis für den Aufbau der Wände verwendet wurden. Da Sandsteinsäulen nicht beim Wiederaufbau nach 219 v. Chr. verwendet wurden, muss die erste Bauphase des Gebäudes vor dieses Jahr datiert werden. Wenn es sich hier um den Dionetempel handelt, ist eine Datierung in die Mitte des 4. Jahrhunderts v. Chr. wahrscheinlich, da Hypereides einen Tempel und ein Kultbild der Dione in Dodona erwähnt. Fundamentreste im westlichen Raum, der Cella, könnte man somit als Standort des Kultbildes interpretieren.
Nach der Zerstörung wurde der alte Tempel nicht erneuert, sondern durch einen weiter südwestlich gelegenen Neubau ersetzt, der 1935 entdeckt und 1954 ausgegraben wurde. Er hat eine Grundfläche von 9,60 × 6,35 n. Der Tempel wurde durch eine Quermauer in Pronaos und Cella unterteilt. Die Zuweisung an Dione ist in beiden Fällen unsicher. Durch gefundene Fibeln, die hier als Opfergaben gebracht wurden, ist zumindest die Zuschreibung an eine weibliche Göttin beim ersten Tempel sehr wahrscheinlich. Schon Herodot berichtete von der Sitte, weiblichen Gottheiten Fibeln zu opfern.

Grundriss des ersten Dionetempels
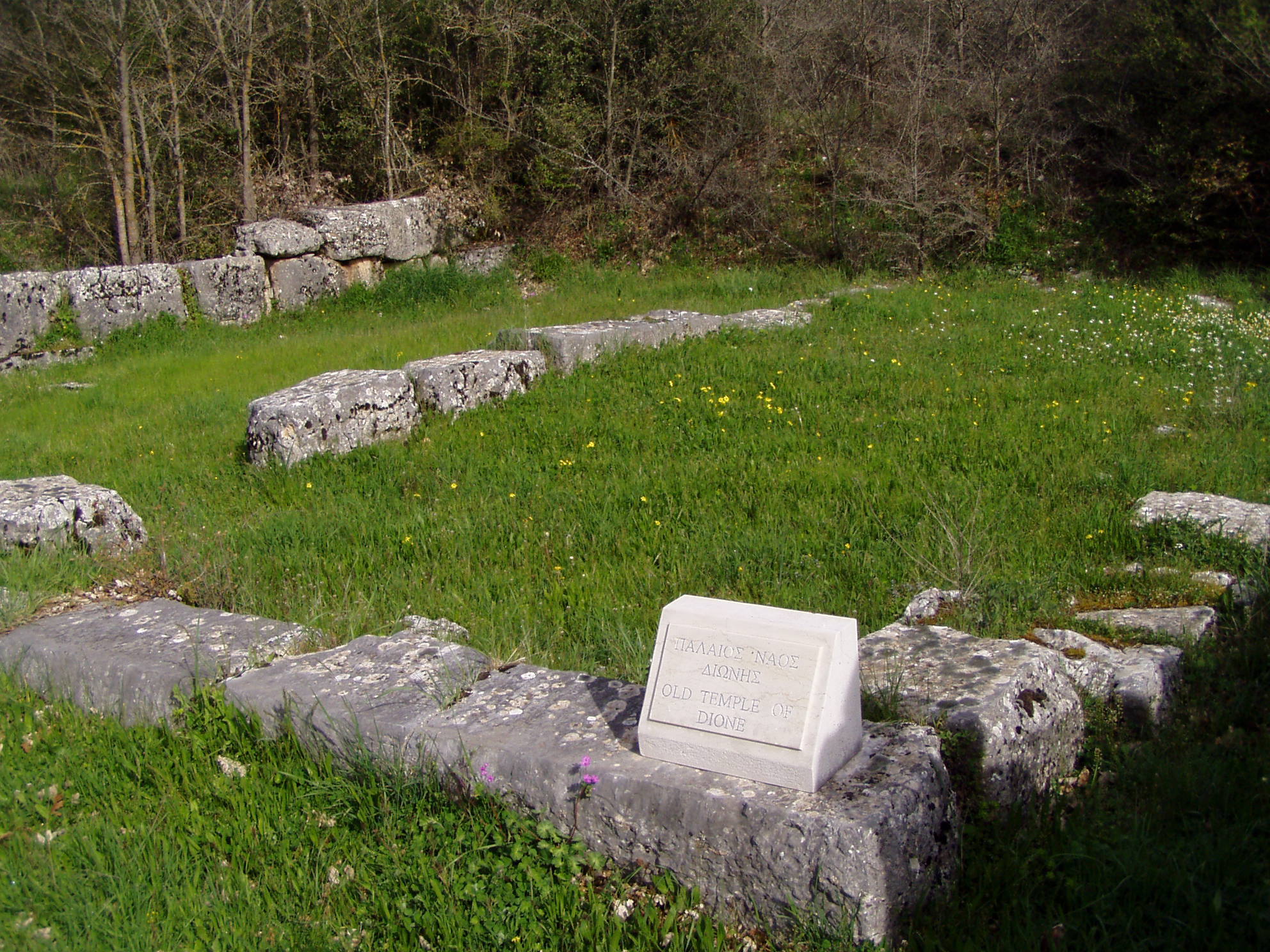
Blick auf die Reste des ersten Dionetempels, April 2008
Grundriss der zweiten Ausbauphase des Dionetempels
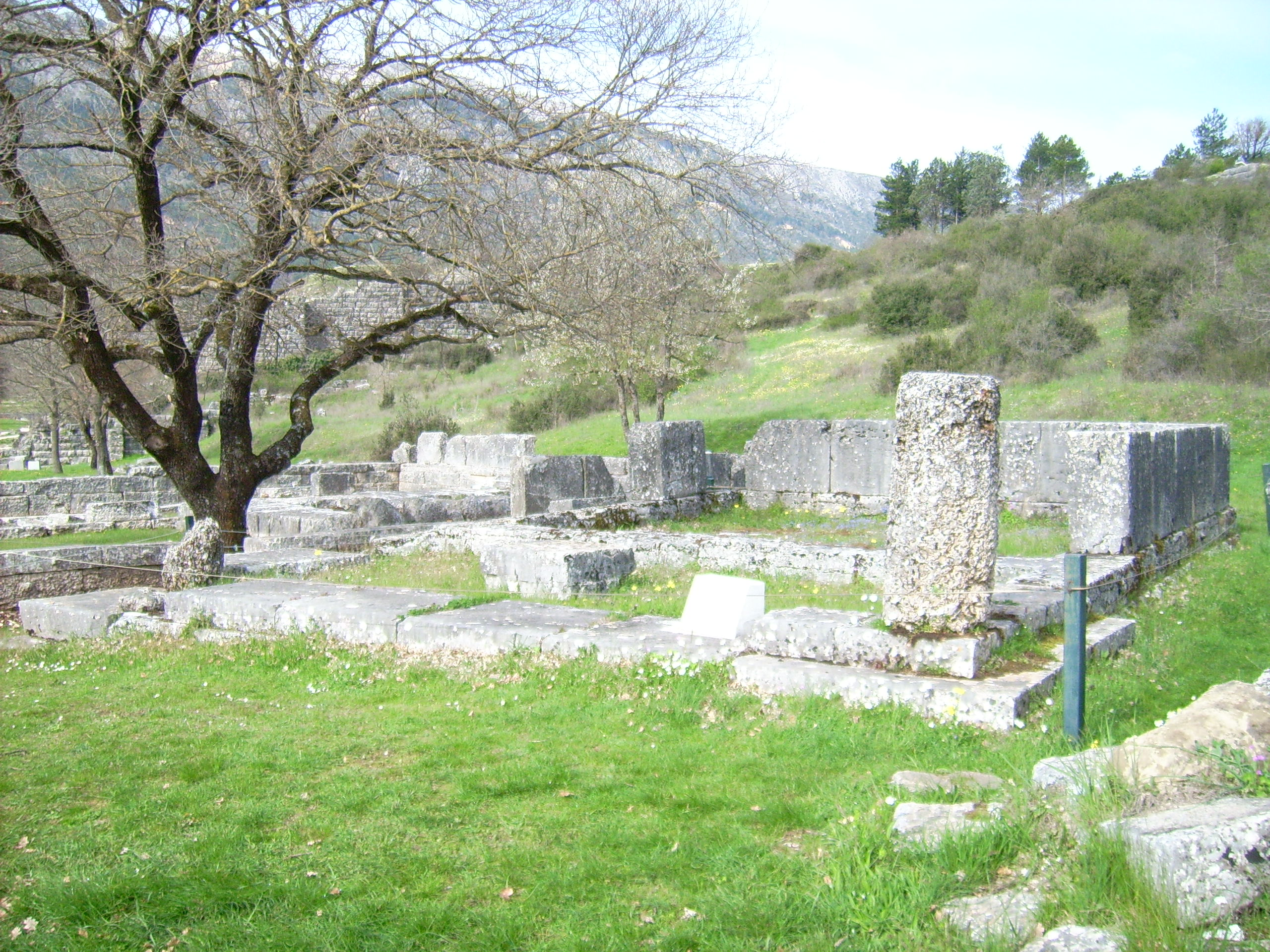
Blick auf die Reste des zweiten Dionetempels, April 2008

#### Themistempel

Grundriss des Themistempels

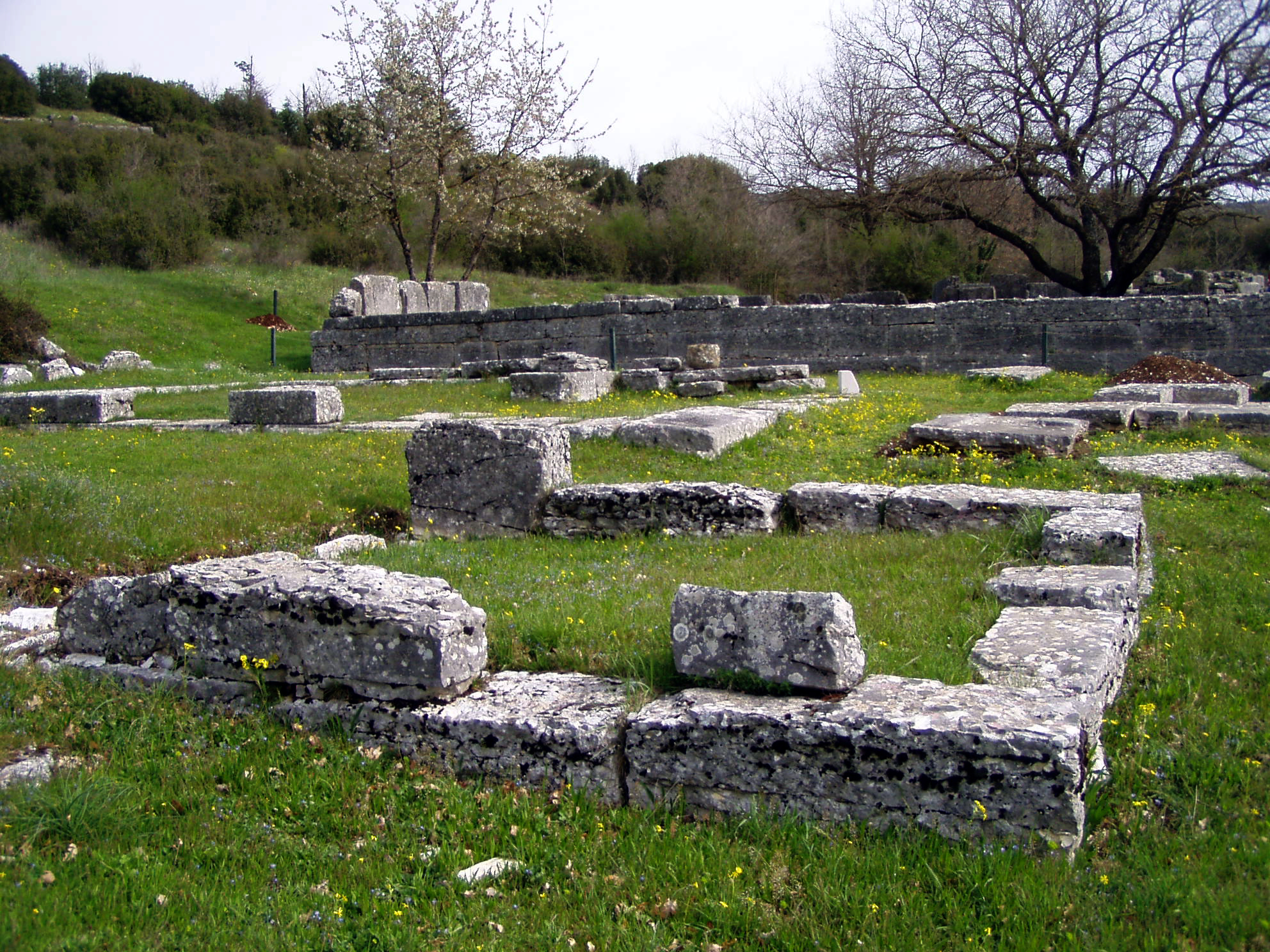
Blick auf die Reste des Themistempels, April 2008

Das Gebäude wurde in den 1930er-Jahren ausgegraben. Erhalten sind das Fundament aus großen Platten sowie Teile der Euthynterie. Der ionische Prostylos war etwa 10,30 × 6,25 n groß und wurde durch eine quer verlaufende Mauer in Pronaos und Cella geteilt. Parallel zur Vorderfront des Naïskos haben sich Spuren erhalten, die als ein von Orthostaten umgebener Altar interpretiert werden. Die Datierung des Komplexes ist schwierig, aufgrund der Verwendung von Sandstein ist die Datierung des Baus jedoch vor 219 v. Chr. anzusetzen. Der Tempel wurde zunächst für den Tempel der Aphrodite gehalten, doch 1967 von Dakaris aufgrund einer gefundenen Orakelinschrift revidiert. Möglicherweise lässt diese Inschrift auf eine göttlich verehrte Trias aus Zeus, Dione und Themis schließen. Dann müssten die Tempel der Göttinnen den Tempel des Zeus flankieren. Diese Deutung ist jedoch umstritten. Die Entwicklung des Tempels in der zweiten Architekturphase ist ebenso unsicher wie die Zuweisung.

#### Aphroditetempel

Grundriss des Aphroditetempels, rechts das römische Gebäude

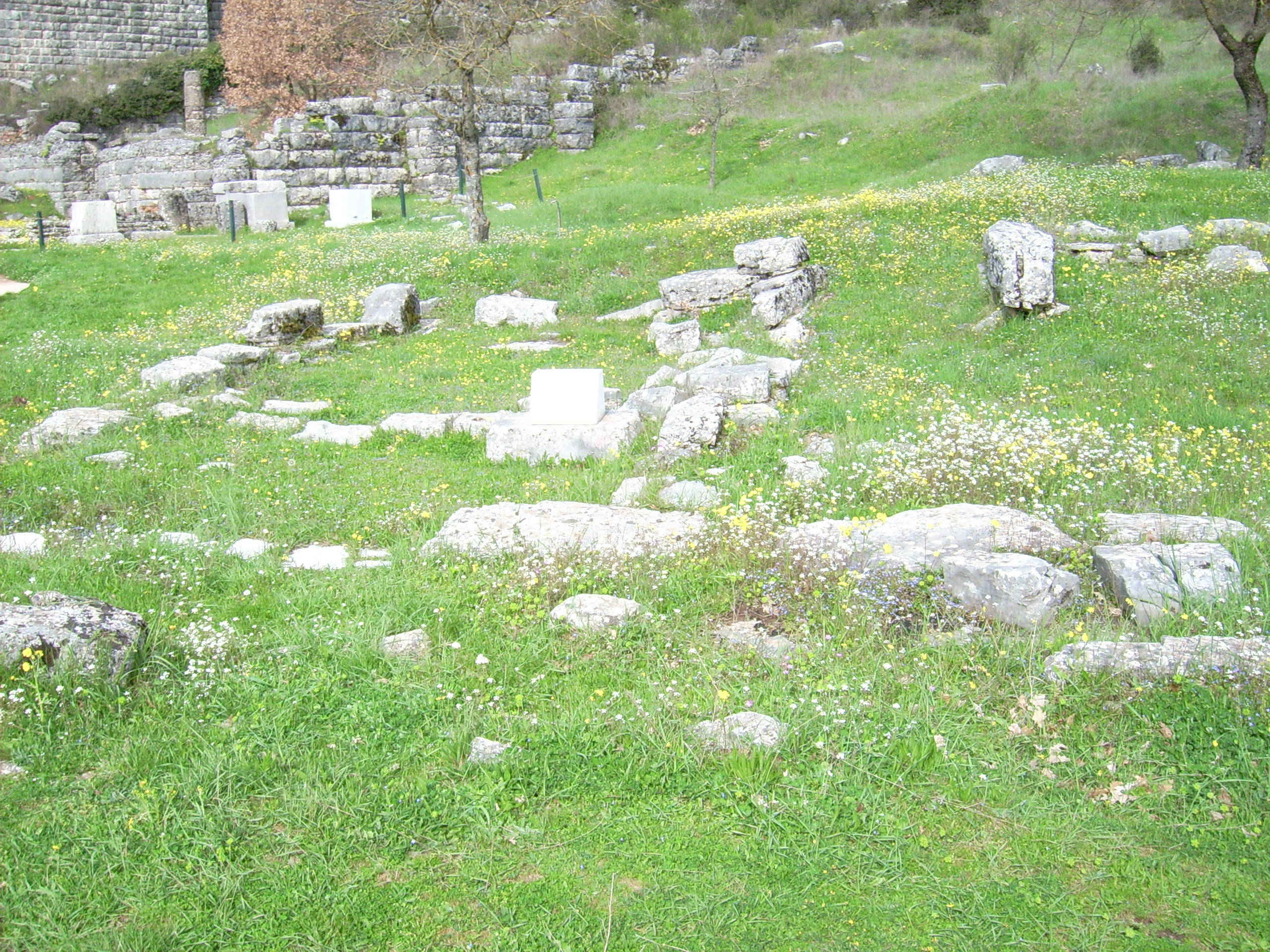
Reste beider Gebäude im April 2008

Das Gebäude wurde 1955 entdeckt und 1967 ein zweites Mal untersucht. Nur die Grundmauern des Tempels sind erhalten. Der Unterbau besteht aus relativ kleinen Steinen und wurde vergleichsweise nachlässig errichtet. Das 8,50 × 4,70 n große Gebäude ist durch eine Quermauer geteilt. Aufgrund einiger Architekturreste ist dieser Tempel wahrscheinlich als Naïskos in Form eines Antentempels anzusehen, der in dorischer Form errichtet wurde. Säulenfragmente aus Kalkstein und Kapitellfragmente aus Sandstein helfen bei der Datierung in den Zeitraum zwischen Ende des 4. und Anfang des 3. Jahrhunderts v. Chr. Die Zuordnung des Gebäudes zu Aphrodite erfolgte 1967, als der bis dahin als Aphroditetempel angesehene Themistempel uminterpretiert wurde. Beweis für die Zuschreibung an Aphrodite sollen einige Kleinfunde aus der unmittelbaren Umgebung des Tempels sein – weibliche Tonfragmente mit vor die Brust gehaltenen Tauben, einem Aphroditeattribut. Allerdings sind solche Opfergaben auch im Zusammenhang mit anderen Göttern, etwa Hera und Athene, bekannt. Da die Göttin in Epirus sehr beliebt und zudem eine Tochter der Dione war, ist die Annahme eines Aphroditetempels vertretbar, doch ist die Zuschreibung auch dieses Tempels letztlich unklar.
Der Zustand des Tempels nach den Zerstörungen von 219 v. Chr. ist nicht untersucht.
Nordöstlich des Baus wurde ein weiteres Gebäude aus römischer Zeit gefunden, dessen Bedeutung unklar ist.

#### Heraklestempel

Grundriss des Heraklestempels, im Norden Spuren der Basilika

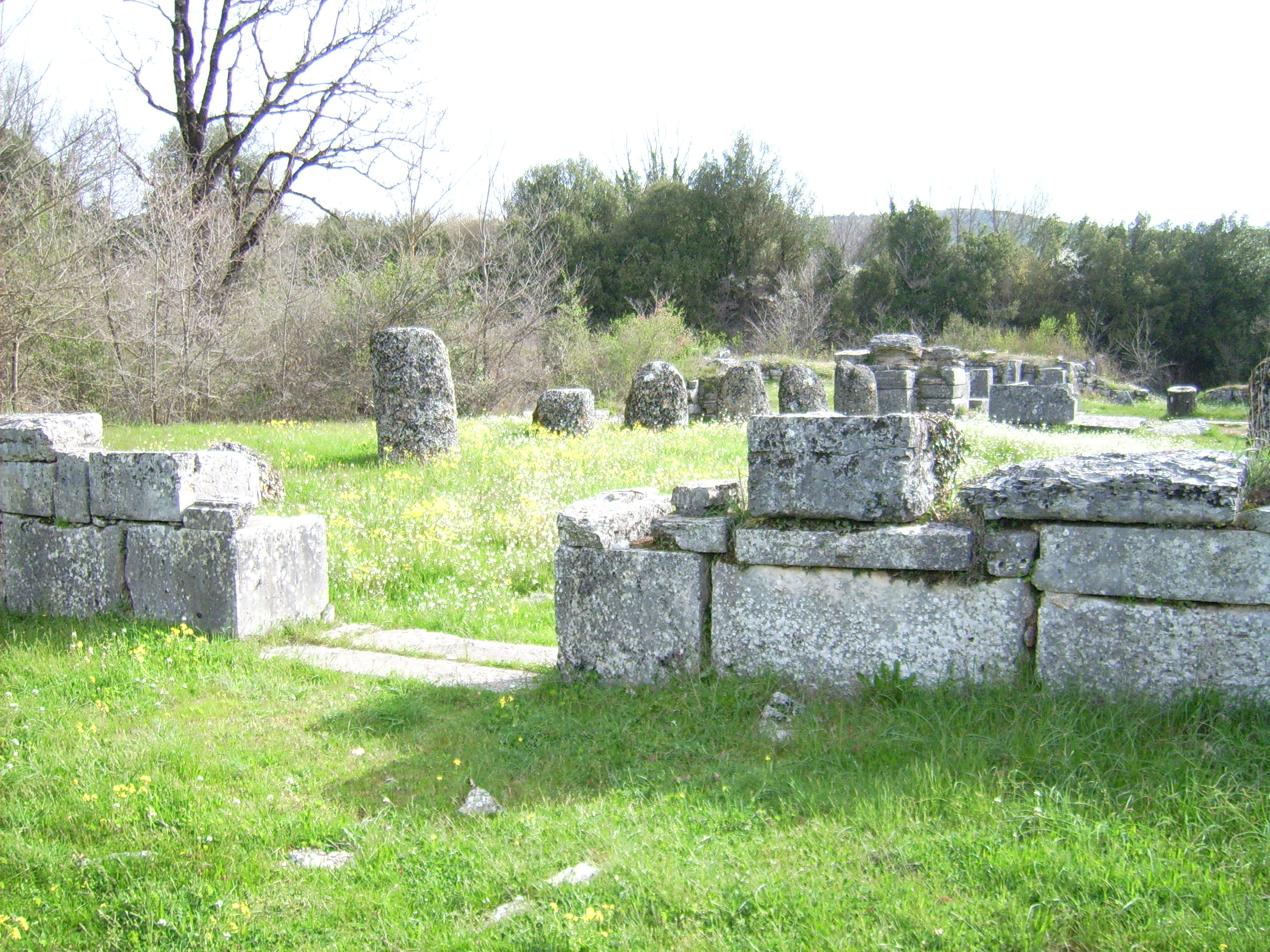
Reste der Basilika im April 2008

Das erstmals 1921 ausgegrabene Gebäude wurde erneut 1929 und nochmals 1955 untersucht. Schon früh wurde der 9,55 m breite, 12,60 m lange und nach Südosten orientierte Naïskos als dorischer Prostylos erkannt, doch zunächst als Schatzhaus gedeutet. Vor dem Eingangsbereich befand sich eine terrassenartige Pflasterung aus drei Reihen von Kalksteinen. Direkt östlich des Pronaos fand sich ein steinernes Fundament, vermutlich eines Altars.
Jedoch ist bereits die Annahme eines Herakleskultes für Dodona umstritten. Die Zuschreibung des Tempels erfolgte auf Grund einer am Tempel gefundenen Metope aus Kalkstein, die den Kampf des Herakles mit der Hydra zeigt. Anhand der Metope ist der Tempel in das 3. Jahrhundert v. Chr. zu datieren. Wenn es sich um einen Heraklestempel handelt, könnte man von einer genaueren Datierung in die Zeit zwischen 297 und 272 v. Chr. ausgehen, da sich die Aiakiden als Nachfahren des Herakles sahen. Allerdings ist die Zuschreibung auf Grund der Metope sehr ungewiss, eine Darstellung der Taten des Herakles konnte auch an anderen Tempeln erfolgen, wie das Beispiel des Zeustempels in Olympia zeigt. Sollte es sich hier um einen Heraklestempel handeln, so erfolgte die Verehrung an dieser Stelle allein aus politischen, nicht aus althergebrachten religiösen Motiven und diente allein der Machtdemonstration der Aiakiden. Für den Tempel sind Reparaturen an der inneren Quermauer für die Zeit nach der Zerstörung von 219 v. Chr. nachweisbar.

#### Christliche Basilika
Der Tempel wurde im nördlichen Bereich teilweise von der christlichen Kirche überbaut. Sie stammt wohl aus der Zeit, in der Dodona kurzzeitig Bischofssitz war. Bei der Errichtung wurden nördliche Teile des Heraklestempels und ein kleiner Teil des älteren Dionetempels einbezogen. Die Basilika wurde schon während der ersten Grabungen freigelegt, da hier der Zeustempel vermutet wurde. Diese Zuschreibung auf Grund diverser gefundener Artefakte und Inschriften war jedoch nicht haltbar.

### Profanbauten
Bei den Profanbauten war Dodona im Vergleich zu anderen Heiligtümern ebenfalls Nachzügler, begann ab dem 4. Jahrhundert v. Chr. jedoch schnell aufzuholen, und im Laufe der Zeit wurde ein Großteil der in einem Heiligtum üblicherweise anzutreffenden Gebäude errichtet. So gab es ein Bouleuterion, ein Theater, ein Stadion und ein Prytaneion. Auch die Profanbauten orientierten sich an den gängigen Architekturformen des Hellenismus. Vor allem auf das Theater, das eines der größten im griechischen Mutterland war, wurde besonderes Augenmerk gelegt. Im Vergleich zu den eher kleinen Sakralbauten sind die Profanbauten, vor allem Bouleuterion, Prytaneion und Theater, ungewöhnlich groß.

#### Priesterhaus

Grundriss des Priesterhauses

Zwischen dem Theater und einem hinsichtlich seiner Funktion nicht zu bestimmenden Gebäude befindet sich ein Haus, das zunächst als Wohngebäude für die Priester gedeutet wurde. Der rechteckige Bau hat eine Ausdehnung von 17,30 × 10,70 m. Die Mauern wurden aus aufgeschichteten, kleinen plattenartigen Steinen und aus Lehmziegeln errichtet. Im Inneren des Hauses fanden Archäologen einen Herd mit Asche und Keramikscherben, aufgrund derer das Haus in das 4. Jahrhundert v. Chr. datiert wurde, womit es eines der ältesten Gebäude Dodonas ist. Der im Zentrum befindliche Herd spricht für eine typologische Verbindung zu Hausformen aus geometrischer Zeit. Die erste Deutung des Hauses als Prytaneion, als Wohngebäude der Priesterschaft und der molossischen Beamten, war nach dem Fund des eigentlichen Prytaneions nicht mehr haltbar. Möglicherweise diente das Gebäude auch als Gästehaus für hochrangige Besucher. In einer zweiten Bauphase in pyrrhischer Zeit wurden die West- und Südseite mit großen Quadersteinen verkleidet, um eine bessere Wirkung in der Verbindung mit dem Theater zu erreichen. Nach der Zerstörung Dodonas durch die Aitoler wurde das Gebäude aufgegeben.

#### Bouleuterion

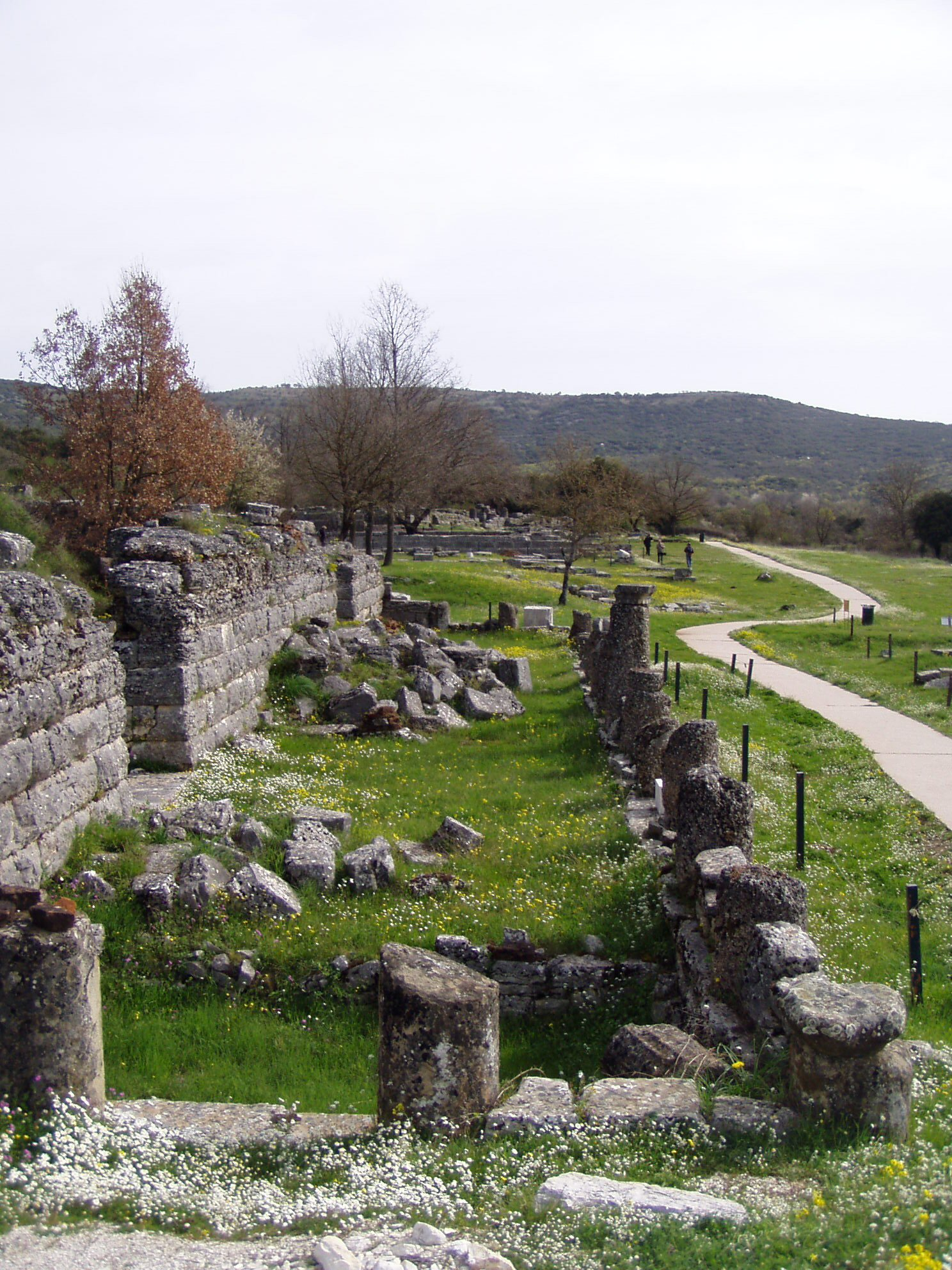
Blick auf die Reste der Stoa des Bouleuterions (April 2008)

Grundriss des Bouleuterions

Das Bouleuterion wurde schon bei Ausgrabungen im 19. Jahrhundert entdeckt, jedoch noch nicht als Ratsgebäude erkannt. Erst 1965 begannen die eigentlichen Ausgrabungen, die Aufschluss in Bezug auf die Bedeutung und die Datierung brachten. Der große rechteckige Bau mit einer Nord-Süd-Ausdehnung von 43,60 m ist an der Südseite 32,50 m breit, an der Nordseite 31,60 m. Das Gebäude wurde an einem Hang errichtet – nach Norden hin gibt es einen Höhenunterschied von acht Metern. Dem Hauptgebäude war an der Südseite eine an den Seiten offene Stoa im dorischen Stil vorgelagert. Es war vom Süden her durch zwei Türen zu betreten. An den Innenseiten der Nord- und der Südmauer, sowie an den Außenseiten der beiden anderen Mauern, wurden Stützpfeiler errichtet. Im nördlichen Teil des Baus finden sich zwei Reihen mit je drei Säulen im Innenraum. Da stützende Säulen im Süden fehlen, ist unklar, ob nur der nördliche Teil des Gebäudes überdacht war. In der Forschung ist außerdem umstritten, ob die etwa 20 Meter breite Fläche mit einer frei tragenden Decke überspannt gewesen sein könnte.
Nach der Zerstörung 219 v. Chr. wurde das Gebäude mit unverändertem Grundriss wieder errichtet. Die Sandsteinsäulen wurden jedoch durch Konglomeratsäulen ersetzt und die Sandsteinkapitelle durch Kapitelle aus Kalkstein. Im südlichen Teil wurden zwei weitere Säulen als Dachstütze errichtet. Eine erhaltene Basis sowie das zugehörige Kapitell belegen, dass der Aufbau der ionischen Ordnung folgt. Möglicherweise besaß das Gebäude steinerne Sitzreihen.
Die Datierung der ersten Bauphase in den Beginn des 3. Jahrhunderts v. Chr. erfolgte anhand epigraphischer Funde – vor allem Münzen und Kleinfunde – sowie der Verwendung von Baumaterialien aus Sandstein. Die Deutung des Gebäudes ist aufgrund epigraphischer Funde politischen Inhalts umstritten, die sich an Sockeln befanden, welche vor der Westseite des Gebäudes aufgestellt waren. Im Inneren des Gebäudes befand sich zudem ein Altar aus der Zeit um 200 v. Chr., der unter anderem dem Zeus Boulaios (dem ratgebenden Zeus) geweiht war. Es ist anzunehmen, dass das Gebäude als zentrales Versammlungsgebäude in Epirus Verwendung fand. Dafür sprechen auch gefundene Stimmsteine aus Ton, die politische Aktivitäten erkennbar machen.

#### Prytaneion
Das Prytaneion war das Wohnhaus der Priester von Dodona und der epirotischen Beamtenschaft. Erste Grabungen gab es hier schon im 19. Jahrhundert, aufgrund derer das Gebäude als Prytaneion erkannt wurde. In den 1980er Jahren erfolgten intensive Ausgrabungen, die noch bis heute andauern.
Schon Jahre vor der Entdeckung des Gebäudes wurde eine Inschrift gefunden, in der angefragt wurde, ob die Bediensteten des Zeus Naios und der Dione von einem bestimmten Geldbetrag ein Prytaneion errichten dürfen. Da eine Ortsangabe bei der Anfrage fehlt und Zeus Naios genannt wurde, kann die Errichtung eines solchen Gebäudes als gesichert gelten. Kleinfunde, die für eine Archivfunktion des Gebäudes sprechen – als Archiv zu dienen war eine der Funktionen eines solchen Gebäudes –, untermauern die Annahme.
Der Bau wird etwa auf dieselbe Zeit wie die des Bouleuterions datiert. Im westlichen Teil des Gebäudes befindet sich ein 12 × 12 m großer Raum, in dem Fundamente von sieben steinernen Sitzreihen gefunden wurden. Über einen Durchgang war östlich ein 17,10 × 12,50 m großes Peristyl dorischen Stils zu erreichen. Hier fand sich ein Altar aus römischer Zeit. Nach den Zerstörungen 219 v. Chr. behielt das Gebäude seinen Grundriss. Im Norden des Gebäudes kam ein Anbau mit fünf weiteren, kleineren, Räumen hinzu. Dieser Anbau war 33,30 × 7,70 m groß. Drei der Räume hatten identische Abmessungen von 5,20 × 5,50 m. Sie waren zunächst als Schlafräume mit jeweils neun Klinen konzipiert. Vor dem Neubau wurde eine Stoa errichtet. Zum Neubau und zur Erweiterung wurde viel Material wieder verwendet, das von vor der Zerstörung stammte.

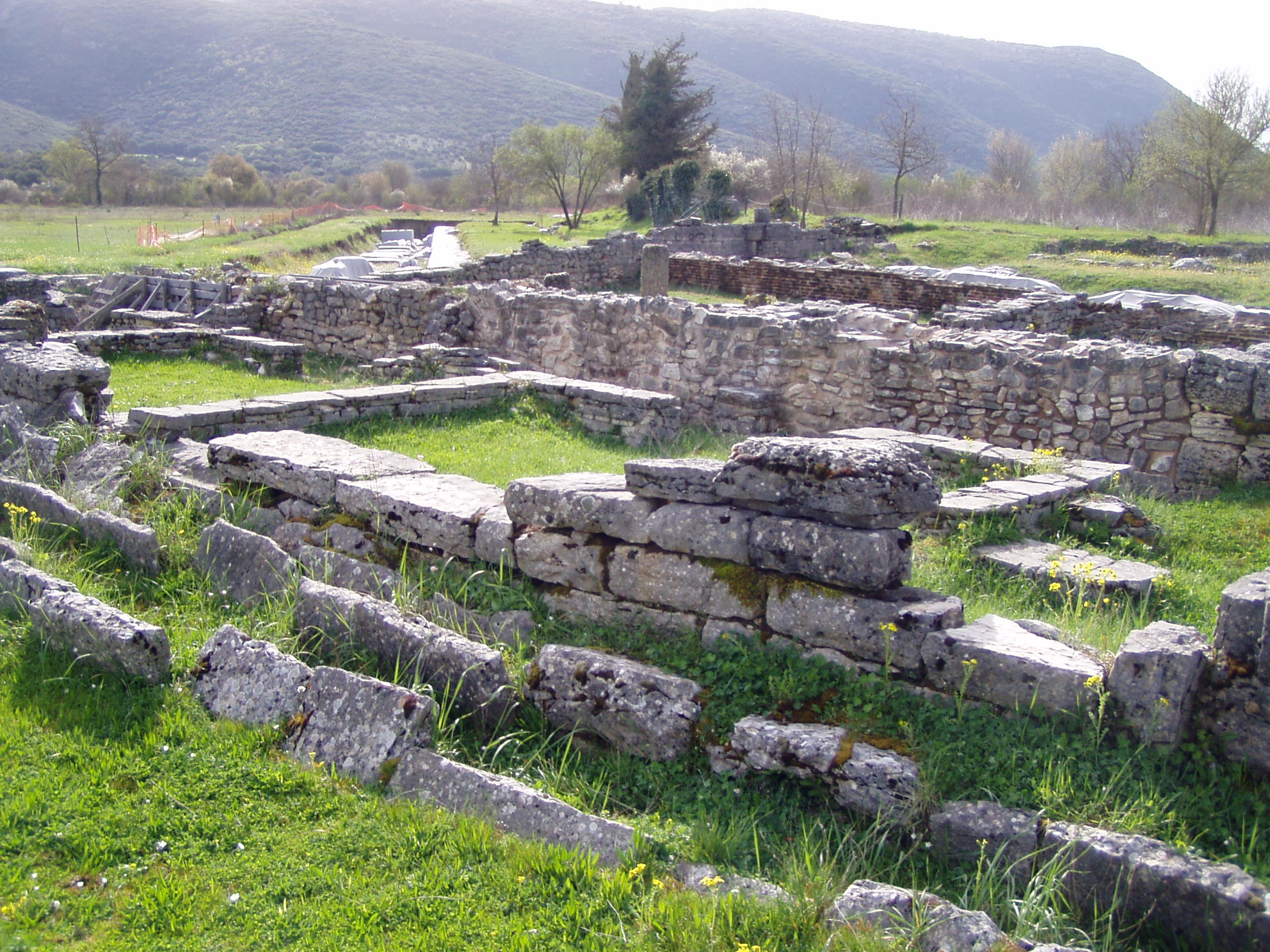
Blick auf die Reste des Prytaneions, im Vordergrund das Peristyl, April 2008
Grundriss des Prytaneions

#### Theater
Mit einem Fassungsvermögen von etwa 18.000 Zuschauern war das Theater Dodonas eines der größten des griechischen Mutterlandes. Der Bau wurde in einer Mulde am westlichen Ende des Talhanges errichtet.
In den 1950er Jahren fanden umfangreiche Ausgrabungen statt, Orchestra und Skenengebäude wurden komplett frei gelegt. Die erste Bauphase wird auf den Beginn des 3. Jahrhunderts v. Chr. datiert. Das Koilon mit seinen Sitzreihen hat einen maximalen Durchmesser von 129 Metern. Es gab 56 oder 57 Sitzreihen in drei Rängen. Der untere Rang bestand aus 21 Sitzreihen, der mittlere aus 16 und der obere, weniger gut erhaltene, aus 19 oder 20 Sitzreihen. Durch zehn sternförmig angelegte Erschließungstreppen werden der untere und der mittlere Rang in je neun Keile unterteilt. Zum oberen Rang führen 19 Treppen, die ihn in 18 Keile teilen. Die Orchestra hat einen Durchmesser von 18,70 m, die Skene ist 31,30 × 9,10 m groß. Von den Zerstörungen durch die Aitoler war vor allem die Skene betroffen, so dass sie beim Wiederaufbau umgebaut bzw. ergänzt wurde.
In augusteischer Zeit wurde das Theater zu einer Arena umgewandelt.

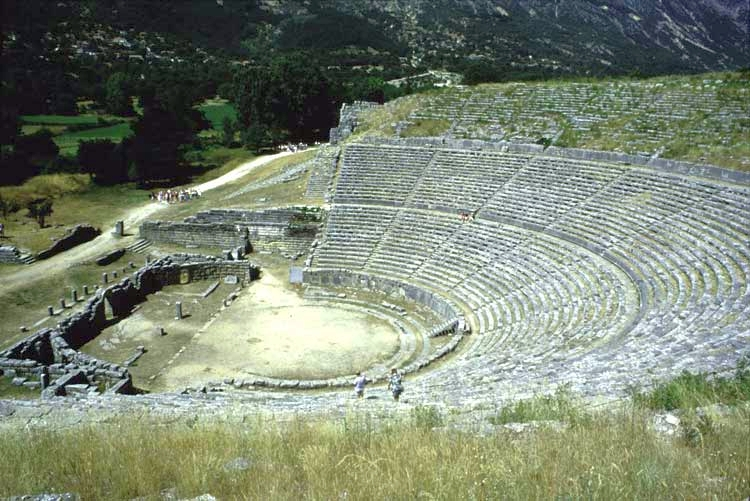
Gesamtansicht des Theaters 2005
Das Theater in seiner ersten Ausbauphase
Das Theater in der zweiten Ausbauphase nach 219 v. Chr.
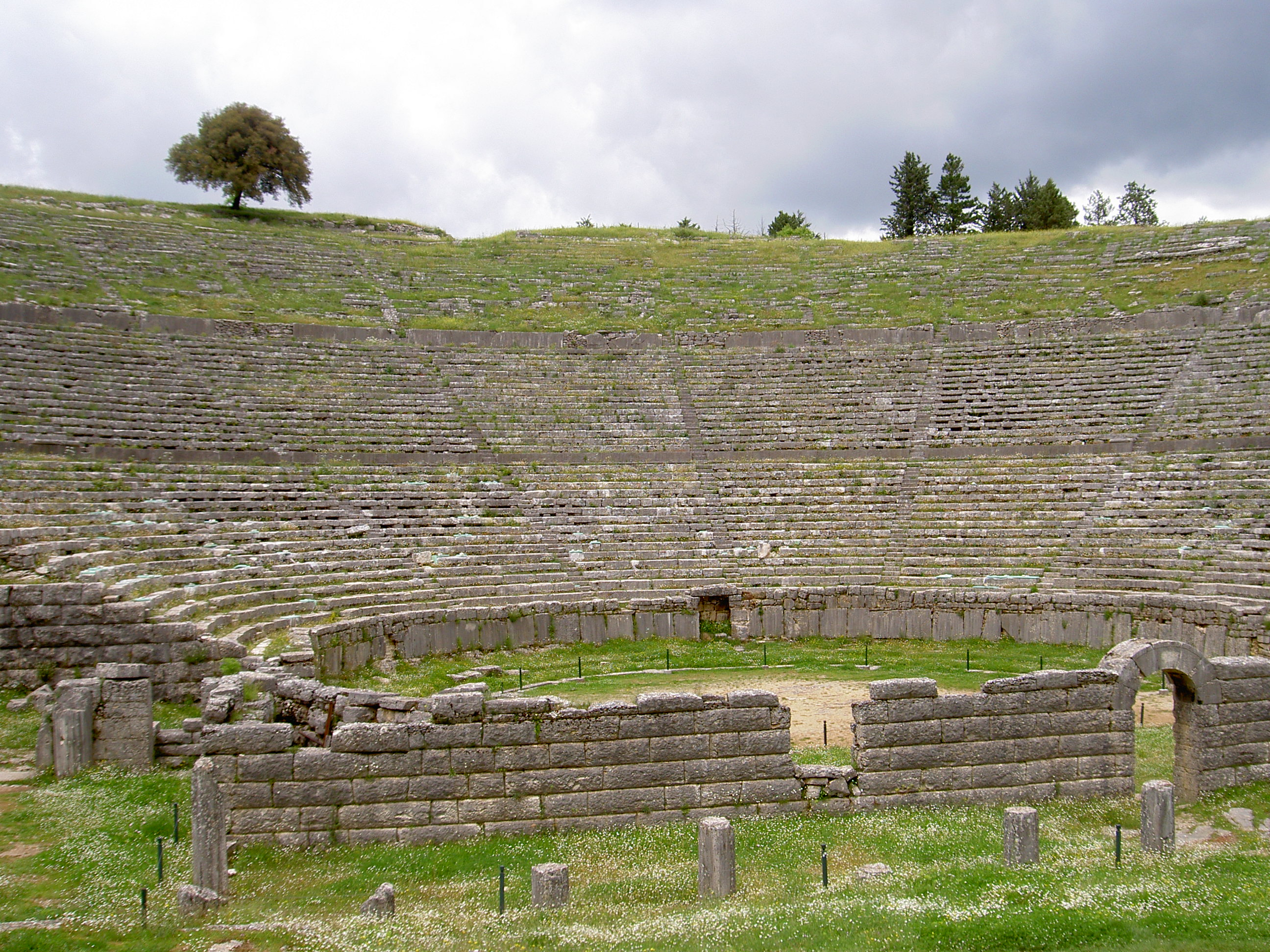
Blick auf die gut erhaltenen Sitzreihen des Theaters, April 2008
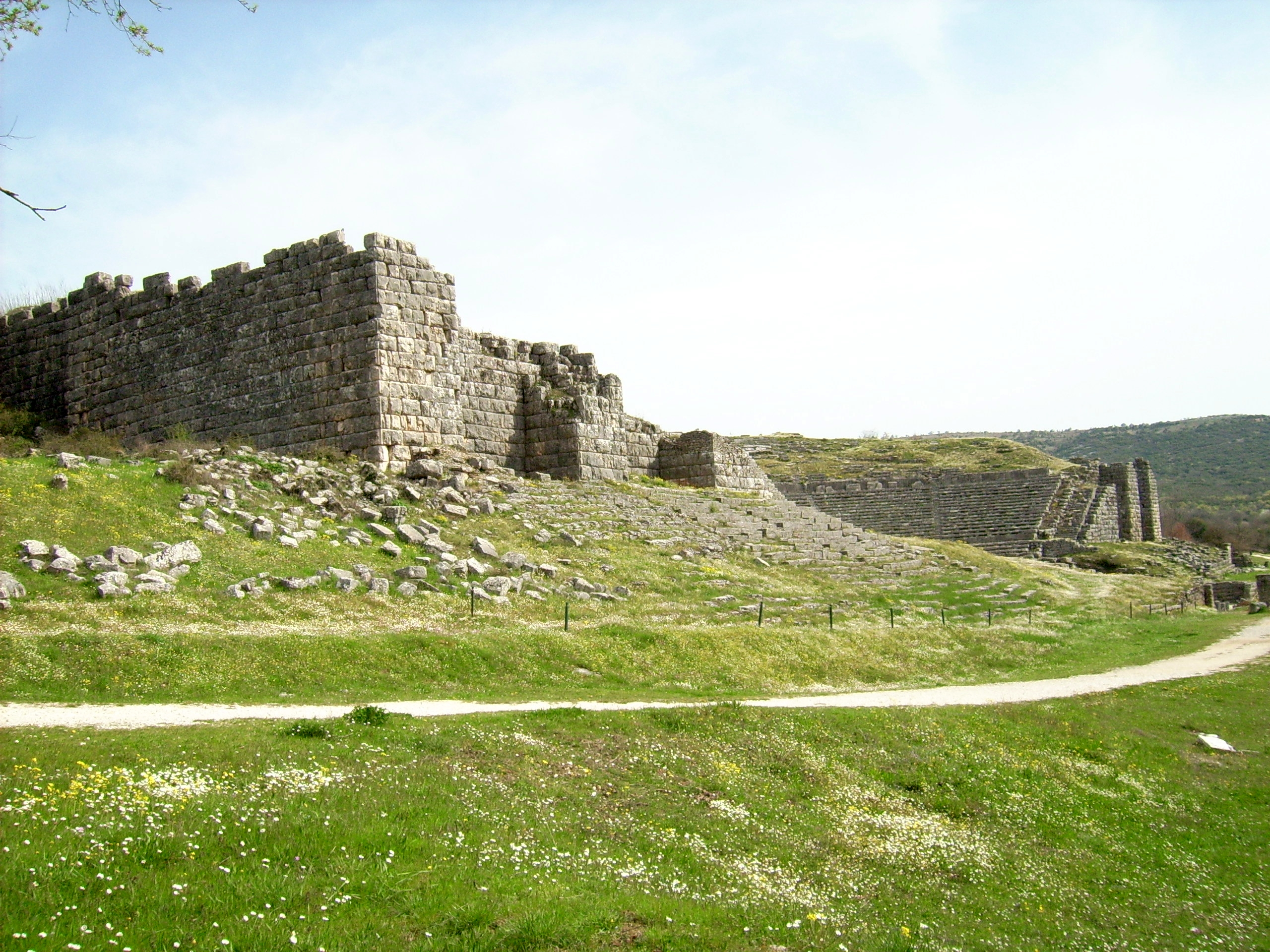
Blick auf die westliche Stützmauer des Theaters, April 2008

#### Peribolosmauer
Von der Mauer, die das Heiligtum umgab und es von der Akropolis trennte, ist heute nur noch ein Teil im Osten sichtbar. Der Verlauf kann nur ungefähr rekonstruiert werden. Von der Süd-Ost-Ecke der Akropolis kommend verlief sie in südlicher Richtung. Nach etwa 65 Metern wird sie vom Osttor unterbrochen. Nach etwa 180 weiteren Metern wendet sie sich nach Westen, wo sie auf das Eingangstor trifft. Der südliche Teil der Mauer wurde bis heute nicht untersucht.
Sie wurde in zwei Phasen errichtet. Die erste Phase wird ins späte 4. Jahrhundert, die zweite Phase, in der die Mauer weiter nach Osten verschoben wurde, in die Zeit des Pyrrhos datiert.

#### Akropolis
Der Akropolisbezirk war von einer Mauer umgeben, die heute noch zum Teil bis in drei Meter Höhe erhalten ist. Die Mauer hat etwa eine Länge von 750 Metern und eine Breite von 3,60 Metern. Zu ihr gehörten drei Tore und elf Türme. Die Akropolis umfasst etwa 3,5 Hektar. Sie wurde zweischalig aus großen Kalksteinquadern errichtet, der Innenraum mit Bruchsteinen verfüllt. Die Mauer entstand entweder während der ersten Bauphase der Peribolosmauer oder schon etwas früher.
Im Bereich der Akropolis fanden bis heute keine richtigen Ausgrabungen statt. Bei früheren Untersuchungen sollen Fundamente mehrerer Gebäude und eine Zisterne gefunden worden sein.

#### Stadion

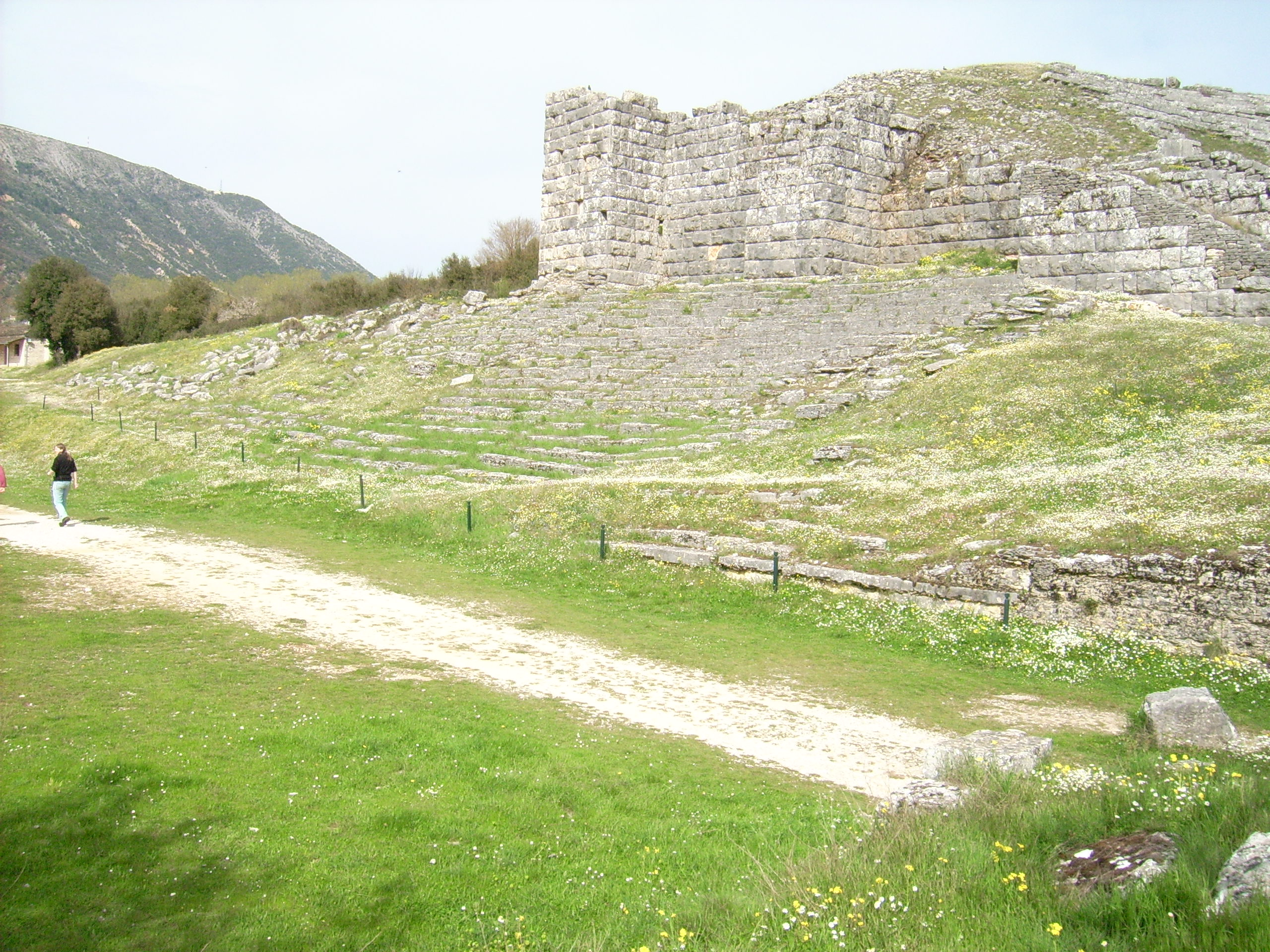
Blick auf die erhaltenen Sitzreihen des Stadions an der westlichen Theaterstützmauer, April 2008

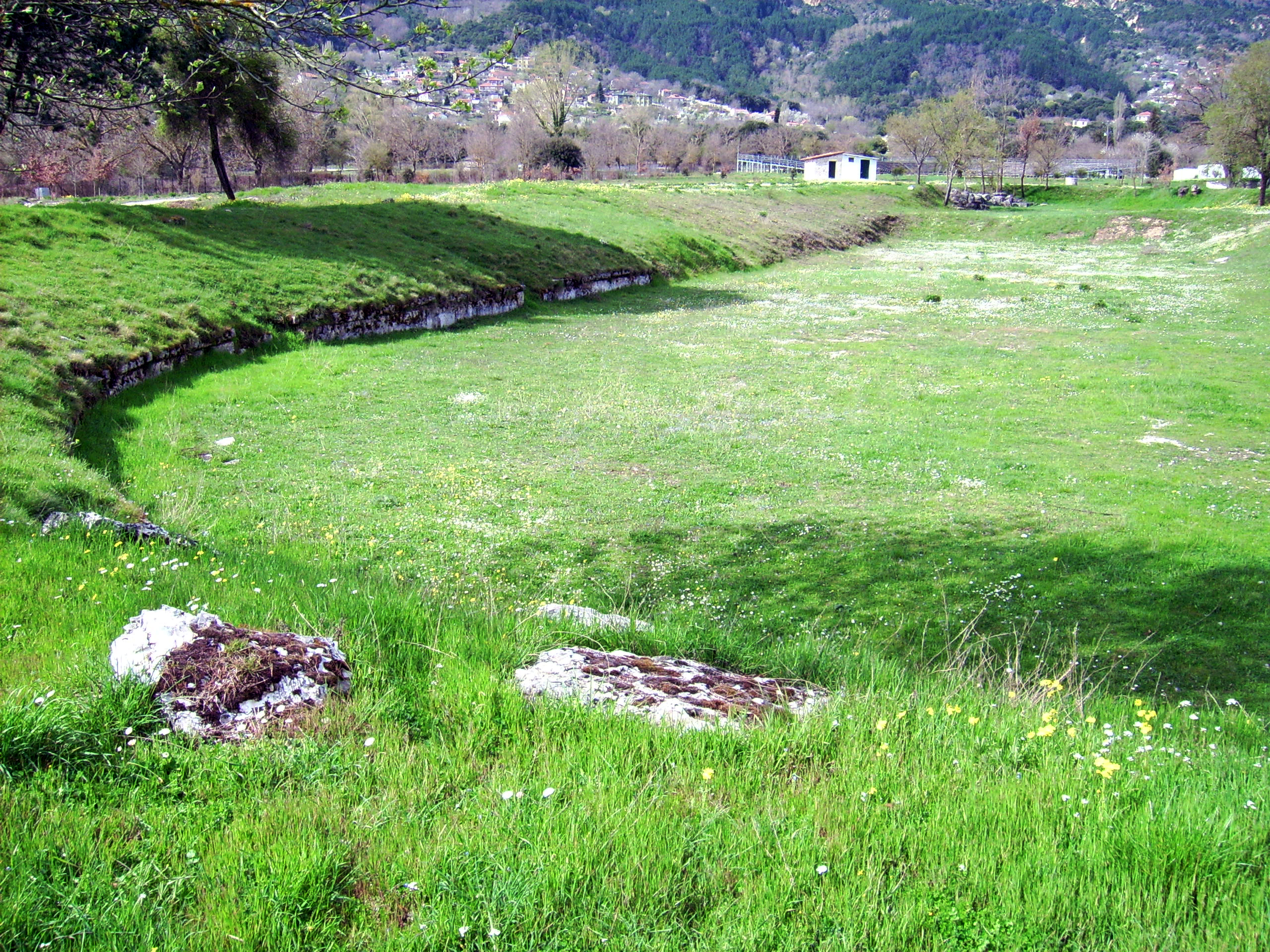
Laufbahn des Stadions, April 2008

Wie anderenorts, etwa in Olympia, Delphi, Nemea oder Epidauros, war mit dem Heiligtum von Dodona ein Stadion verbunden, hier aber in unmittelbarer Nähe zum Theater. An der künstlich aufgeschütteten Stützmauer des Theaters wurden 21 oder 22 steinerne Sitzreihen angelegt. Das Stadion wird auf das Ende des 3. Jahrhunderts v. Chr. datiert und wurde somit erst nach der Zerstörung von 219 v. Chr. errichtet. Diese Datierung passt zur Bedeutung der Naia-Festspiele, die zu dieser Zeit ihren Höhepunkt erreichten.

### Kleinfunde

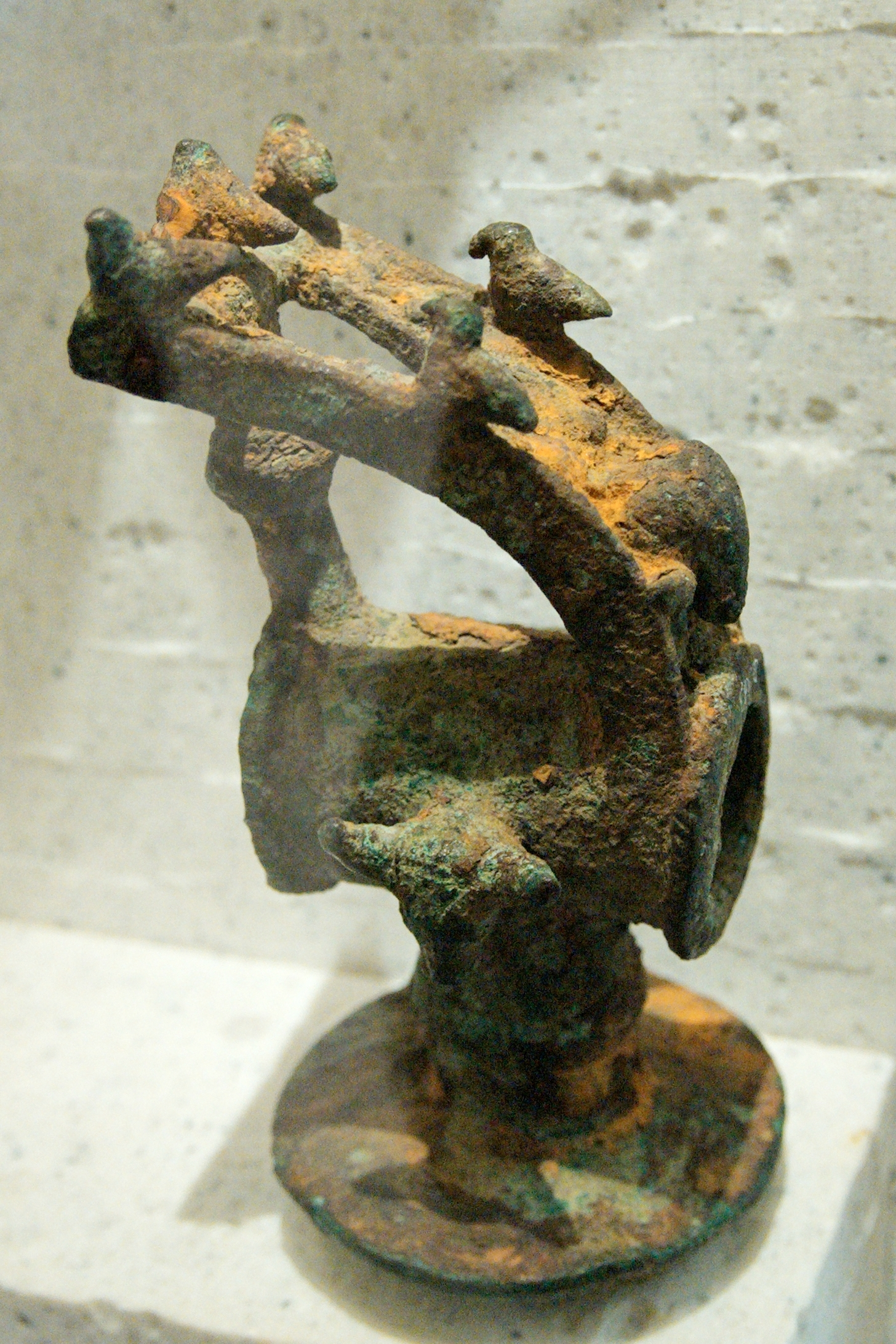
Bronzener Opferhammer aus dem 7. Jh. v. Chr.

Vor allem für die vorarchitektonische Zeit Dodonas sind Kleinfunde in Form von Votivgaben, Orakeltäfelchen und anderen Gegenständen von besonderer Bedeutung. Diese Funde, meist aus dem Zeitraum zwischen dem 8. und dem 4. Jahrhundert v. Chr., bestehen vor allem aus bronzenen Dreifüßen und Teilen von Dreifüßen wie Greifenprotomen, die jedoch im Allgemeinen nur noch fragmentarisch erhalten sind, kleinen Bronzestatuetten von Zeus und anderen Gottheiten, kleinen Votivgaben wie Tierfiguren, Kessel- und Kraterfiguren, Kannen, Votivteller, Schutzwaffen sowie Accessoires zur Schönheitspflege.
Als einzelnes Artefakt von besonderer Bedeutung ist das so genannte „dodonäische Erzgefäß“, zu dem Informationen im Lexikon des byzantinischen Gelehrten Stephanos von Byzanz überliefert wurden. Er schildert auf der Grundlage antiker Autoren zwei unterschiedliche Überlieferungen zu diesem Gefäß, das vor allem wegen seines lang anhaltenden Klanges berühmt war.
Vor allem Funde aus den ersten Grabungen finden sich in mehreren großen musealen Sammlungen, so in der Antikensammlung Berlin, dem Pariser Louvre und dem British Museum in London. Der Großteil der Funde befindet sich heute jedoch im Museum von Ioannina und im sogenannten Karapanos-Saal im Athener Nationalmuseum.

## Erforschung und Rezeption
Schon aus antiken literarischen Quellen sind fast 100 Belegstellen zu Dodona überliefert.

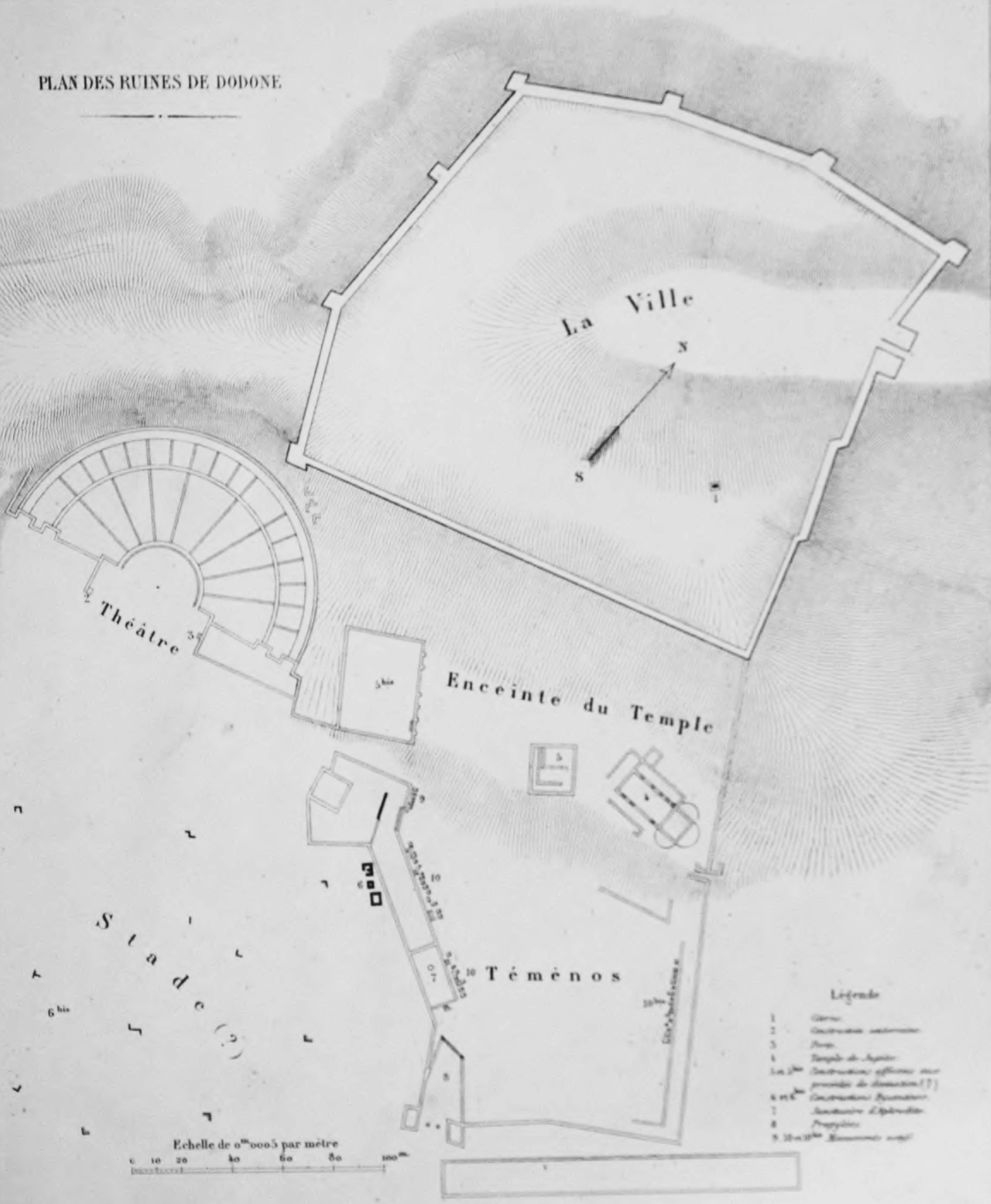
Plan Dodonas aus dem Jahr 1878 von Konstantinos Karapanos

Die Identifizierung Dodonas war ein vorrangiges Probleme der Altertumswissenschaftler des 19. Jahrhunderts. Als erster konnte Christopher Lincoln es am 12. September 1832 korrekt identifizieren. Erst in den 80er Jahren des 19. Jahrhunderts bewiesen Inschriftenfunde die Zuschreibung Dodonas und tilgten Zweifel an der Entdeckung von Lincoln. Zu Problemen trug nicht zuletzt die eingangs erwähnte Diskussion um ein zweites, thessalisches Dodona bei. In der neueren Forschung geht man allerdings davon aus, dass ein zweites Dodona eher unwahrscheinlich ist. Pionier der Dodonaforschung waren der Politiker und Bankier Konstantinos Karapanos sowie der polnische Ingenieur Zygmunt Mineyko, die ab 1875 in Dodona gruben. Drei Jahre später veröffentlichte Karapanos in einem zweibändigen Werk Dodone et ses ruines in Paris die Ergebnisse, verschwieg dabei aber Mineykos Anteil am Ergebnis. Die Funde dieser Ausgrabungen werden heute in verschiedenen Museen der Welt aufbewahrt, darunter auch über 200 Stücke aus Mineykos Privatsammlung in Berlin, wobei Münzen und Orakeltäfelchen noch nicht mitgerechnet sind, sowie weitere Bestände in Paris, Wien, London, Oxford, Boston und St. Petersburg vorhanden sind. Karapanos’ Grabungsmethoden entsprachen denen der damaligen Zeit – somit fehlen beispielsweise Stratigraphien und es wurde nicht versucht, Gesamtzusammenhänge herzustellen. Ebenso sind die damaligen Gebäudezuweisungen heute als veraltet anzusehen.
Schon kurz nach den Ausgrabungen wurden die Mauern wieder durch Ablagerungen des Tomarosgebirges verschüttet, um 1900 waren kaum noch architektonische Reste auffindbar. Erst 1920 wurden durch Georgios Soteriades neue Untersuchungen durchgeführt, die jedoch vom türkisch-griechischen Krieg wieder unterbrochen wurden. 1929 bis 1959 war Demetrios Evangelides Leiter mehrerer Grabungskampagnen. Evangelides erkannte die wichtigsten Strukturen der Ansiedlung und ordnete die früheren Ergebnisse auf der Grundlage seiner Erkenntnisse neu. Einen zusammenfassenden Überblick und eine kritische Auseinandersetzung mit dem Gefundenen bot jedoch auch er nicht.
Besonders ausführlich wurden die Untersuchungen, als 1960 der vorherige Assistent von Evangelis, Sotiris Dakaris, Leiter der Ausgrabungen wurde. Er veröffentlichte regelmäßig Grabungsergebnisse und unternahm es, historische Zusammenhänge zu ergründen und die archäologischen und schriftlichen Erkenntnisse in Einklang zu bringen. Zudem versuchte er die Ergebnisse aus Dodona mit anderen Erkenntnissen, die in Epirus gewonnen wurden, zu verbinden. Dennoch beruhten viele seiner Aussagen auf Spekulationen, zudem änderte sich seine Sicht auf Einzelprobleme zum Teil aus nicht immer nachvollziehbaren Gründen mehrfach. Viele seiner Behauptungen sind auch deshalb nicht nachvollziehbar, weil die den Erkenntnissen zu Grunde liegenden Artefakte nicht oder nur unzureichend publiziert wurden. Bis zu seinem Tod 1996 führte er in unregelmäßigen Abständen Grabungskampagnen durch. Seit 1996 sind Konstantina Gravani-Latsiki, Chriseis Tzouvara-Souli und Amalia Vlachopoulou-Oikonomou Leiterinnen der Ausgrabungen, über die nun regelmäßig publiziert wird.
Obwohl sich die Publikationslage seit den 1960er Jahren gebessert hat, krankt die Forschung zu Dodona bis heute an mangelnden Bezügen auf die Erkenntnisse der archäologischen Ausgrabungen, zumal bei den Kleinfunden, sowie auf die Inschriften- und Orakeltexte. Eine Forschungsreihe wie zu anderen Ausgrabungsstätten, in denen umfassende Berichte veröffentlicht und alte Ausgrabungsergebnisse aufgearbeitet wurden, fehlt für Dodona bis heute.